# Thủy quân lục chiến Hoa Kỳ
Thủy quân Lục chiến Hoa Kỳ (United States Marine Corps) là một quân chủng của Quân đội Hoa Kỳ có trách nhiệm phòng vệ vũ trang và tiến công đổ bộ từ phía biển, sử dụng phương tiện vận chuyển của Hải quân Hoa Kỳ để nhanh chóng đưa các lực lượng đặc nhiệm vũ trang hỗn hợp. Thủy quân Lục chiến Hoa Kỳ là một trong số 8 lực lượng đồng phục của Hoa Kỳ. Theo cơ cấu lãnh đạo dân sự trong Quân đội Hoa Kỳ thì Thủy quân Lục chiến Hoa Kỳ là một phần của Bộ Hải quân Hoa Kỳ, thường hoạt động sát cánh bên các lực lượng Hải quân Hoa Kỳ cho các mục đích huấn luyện, vận chuyển và tiếp vận. Tuy nhiên, theo cơ cấu lãnh đạo quân sự thì Thủy quân Lục chiến Hoa Kỳ là một quân chủng riêng biệt.
Đại úy Samuel Nicholas thành lập hai tiểu đoàn Thủy quân Lục chiến Lục địa vào ngày 10 tháng 11 năm 1775 tại Philadelphia với vai trò như Bộ binh Hải quân. Kể từ đó, sứ mệnh của Thủy quân Lục chiến thay đổi cùng với chính sách ngoại giao và học thuyết quân sự biến đổi theo thời gian của Hoa Kỳ. Thủy quân Lục chiến Hoa Kỳ đã phục vụ trong mọi cuộc xung đột quân sự của Hoa Kỳ và được nổi bật trong thế kỷ 20 khi các lý thuyết và thực tiễn của chiến tranh đổ bộ từ biển cho thấy kết quả hết sức khả quan và đã tạo nên trụ cột vững chắc tại mặt trận Thái Bình Dương trong thời Chiến tranh thế giới thứ hai. Vào giữa thế kỷ 20, Thủy quân Lục chiến Hoa Kỳ đã trở thành những lý thuyết gia và chuyên gia về chiến tranh đổ bộ từ biển. Khả năng của quân chủng phản ứng nhanh đối với các cuộc khủng hoảng đã chứng tỏ rằng quân chủng có một vai trò mạnh trong việc triển khai và thực hiện chính sách ngoại giao của Hoa Kỳ.
Thủy quân Lục chiến Hoa Kỳ có khoảng trên 203.000 binh sĩ (tính đến tháng 10 năm 2009) hiện dịch và dưới 40.000 binh sĩ trừ bị. Thủy quân Lục chiến là quân chủng nhỏ nhất trong các lực lượng vũ trang của Hoa Kỳ thuộc Bộ Quốc phòng Hoa Kỳ (Tuần duyên Hoa Kỳ nhỏ hơn, khoảng 1/5 quân số của Thủy quân Lục chiến Hoa Kỳ nhưng binh chủng này thường nằm dưới quyền chỉ huy của Bộ Nội an Hoa Kỳ). Tuy nhiên Thủy quân Lục chiến Hoa Kỳ lớn hơn toàn bộ lực lượng vũ trang của một số cường quốc quân sự nổi bật khác, ví dụ như nó lớn hơn lực lượng vũ trang hiện dịch của Israel hay toàn bộ Lục quân Anh.
Thủy quân Lục chiến Hoa Kỳ chiếm khoảng 6% ngân sách quân sự của Hoa Kỳ. Chi tiêu cho mỗi binh sĩ Thủy quân Lục chiến là $20.000 ít hơn chi tiêu cho bất cứ binh sĩ nào trong các quân chủng khác. Toàn bộ lực lượng có thể được sử dụng cho cả các chiến dịch lớn và các chiến dịch thủy bộ.

## Sứ mệnh
Thủy quân Lục chiến Hoa Kỳ phục vụ trong vai trò một lực lượng sẵn sàng chiến đấu, tiến công đổ bộ từ biển. Như được định nghĩa trong mục § 5063, điều 10, Bộ luật Hoa Kỳ và được nêu ra lần đầu dưới Đạo luật An ninh Quốc gia Hoa Kỳ 1947, nó có ba trách nhiệm chính yếu:
- "Chiếm giữ hoặc bảo vệ các căn cứ hải quân trọng yếu và những hoạt động trên bộ khác để hỗ trợ các chiến dịch của hải quân.
- Phát triển các chiến thuật, kỹ thuật và trang bị mà các lực lượng đổ bộ từ biển sử dụng.
- Tuyệt đối chấp hành và thi hành các nhiệm vụ khác mà Tổng thống có thể giao phó.

Mệnh đề cuối, tuy có vẻ dư thừa khi nói về vị thế của tổng thống trong vai trò là Tổng Tư Lệnh, nhưng lại là một điều lệ bất thành văn về các nhiệm vụ viễn chinh của Thủy quân Lục chiến Hoa Kỳ. Nó được trích từ các đạo luật của Quốc hội Hoa Kỳ, ví dụ như "Để tổ chức Thủy quân Lục chiến tốt hơn" năm 1834, và "Thiết lập và tổ chức một lực lượng Thủy quân Lục chiến" năm 1798. Năm 1951, ủy ban đặc trách quân vụ của Hạ viện Hoa Kỳ gọi mệnh đề đó là "một trong các chức năng - truyền thống và - luật định quan trọng nhất của Thủy quân Lục chiến Hoa Kỳ." Ủy ban cho rằng Thủy quân Lục chiến thường tham gia vào các chiến dịch về mặt tự nhiên thì không phải thuộc hải quân trong đó phải kể đến các hành động nổi tiếng trong Chiến tranh 1812 tại Tripoli, Chapultepec, vô số các nhiệm vụ chiếm đóng và chống nổi loạn (như các vụ tại Trung Mỹ), Chiến tranh thế giới thứ nhất và Chiến tranh Triều Tiên. Trong khi các hành động này chính xác mà nói không phải là hỗ trợ cho các chiến dịch hải quân cũng không phải cho chiến tranh đổ bộ từ biển nhưng bản chất thông thường của Thủy quân Lục chiến là viễn chinh, sử dụng phương tiện của hải quân để can thiệp đúng lúc vào những sự kiện ở ngoại quốc vì lợi ích của Hoa Kỳ.
Ngoài ra những nhiệm vụ chính của Thủy quân Lục chiến Hoa Kỳ còn là trực tiếp hỗ trợ Nhà Trắng và Bộ Ngoại giao Hoa Kỳ. Ban nhạc Thủy quân Lục chiến, từng được Thomas Jefferson gọi là "của riêng Tổng thống", đảm trách nhạc lễ quốc gia tại Nhà Trắng. Thủy quân Lục chiến Hoa Kỳ canh gác những khu vực nghỉ ngơi dành cho Tổng thống trong đó có Trại David, và phân đội bay HMX-1 của Thủy quân Lục chiến cung cấp phương tiện trực thăng cho Tổng thống và Phó Tổng thống sử dụng với tên hiệu "Marine One" và "Marine Two".
Theo Đạo luật Ngoại vụ năm 1946 (Foreign Service Act), các binh sĩ bảo vệ thuộc Bộ Tư lệnh An ninh Đại Sứ quán của Thủy quân Lục chiến Hoa Kỳ đảm trách việc canh gác và bảo vệ an ninh cho các Đại sứ quán, công sứ quán, lãnh sự quán Hoa Kỳ trên 140 quốc gia và vùng lãnh thổ có thiết lập quan hệ ngoại giao, và không ở trong trạng thái thù địch với Hoa Kỳ khắp nơi trên thế giới.

### Sứ mệnh lịch sử
Thủy quân Lục chiến Hoa Kỳ ban đầu được thành lập nhằm phục vụ trong vai trò của một đơn vị Bộ binh Hải quân trên các tàu hải quân và có trách nhiệm bảo vệ an ninh tàu và các thủy thủ bằng chiến đấu phòng vệ và tiến công trong các trận đánh chiếm tàu địch và bảo vệ các sĩ quan tàu chống các vụ nổi loạn trên tàu. Vì trách nhiệm cuối vừa nói ở trên nên khu vực của họ trên tàu thường là nằm ở giữa khu các sĩ quan và khu của các thủy thủ. Sự kiện tiến công đổ bộ từ biển đầu tiên của Mỹ xảy ra vào đầu Chiến tranh Cách mạng Mỹ khi Thủy quân Lục chiến giành quyền kiểm soát kho vũ khí và bến cảng Hải quân của Vương quốc Anh tại New Providence, Bahamas. Vai trò của Thủy quân Lục chiến tiến triển nhanh vượt trội kể từ đó. Khi tầm quan trọng trong sứ mệnh hỗ trợ hải quân ban đầu của họ giảm sút vì học thuyêt chiến tranh hải quân thay đổi và vì sự chuyên nghiệp hóa lực lượng hải quân thì lực lượng Thủy quân Lục chiến tự thích nghi bằng việc tập trung vào sứ mệnh trước đây được gọi là sứ mệnh thứ hai của mình đó là tác chiến trên bờ biển. Học thuyết Căn cứ Tiền phương (Advanced Base Doctrine) của thế kỷ 20 đã hệ thống hóa các nhiệm vụ tác chiến của họ là ở trên bờ. Học thuyết này nêu ra chi tiết về việc sử dụng Thủy quân Lục chiến chiếm giữ các căn cứ và đảm trách các nhiệm vụ khác trên bộ để hỗ trợ các chiến dịch của hải quân.
Cuối thế kỷ 19 và suốt thế kỷ 20, các phân đội Thủy quân Lục chiến đã phục vụ trên các tuần dương hạm, khu trục hạm, thiết giáp hạm và hàng không mẫu hạm của Hải quân Hoa Kỳ. Các phân đội Thủy quân Lục chiến (thường là một trung đội trên mỗi tuần dương hạm, một đại đội trên mỗi thiết giáp hạm hay hàng không mẫu hạm) phục vụ với các nhiệm vụ truyền thống của mình: lực lượng đổ bộ viễn chinh, giữ các ụ súng của tàu và đảm trách an ninh trên tàu. Các phân đội Thủy quân Lục chiến cũng được tăng cường với các thủy thủ trên tàu trong những vụ tiến công đổ bộ, đặc biệt là các chiến dịch tại México và Caribbe đầu thế kỷ 20. Thủy quân Lục chiến cũng đã phát triển các chiến thuật và kỹ thuật về tấn công đổ bộ từ biển trên các vùng bờ biển được bố phòng đúng lúc để sử dụng trong Chiến tranh thế giới thứ hai. Trong thời Chiến tranh thế giới thứ hai, Thủy quân Lục chiến đã tiếp tục phục vụ trên các tàu chiến. Họ thường được giao nhiệm vụ giữ các hệ thống chống phi cơ. Các phân đội Thủy quân Lục chiến chỉ còn được thấy trên các thiết giáp hạm hay hàng không mẫu hạm sau thập niên 1960. Nhiệm vụ gốc của Thủy quân Lục chiến là đảm trách an ninh trên tàu sau cùng cũng kết thúc vào thập niên 1990 khi vũ khí hạt nhân không còn được triển khai trên các tàu và khi các thiết giáp hạm không còn phục vụ trong Hải quân Hoa Kỳ nữa.

### Khả năng

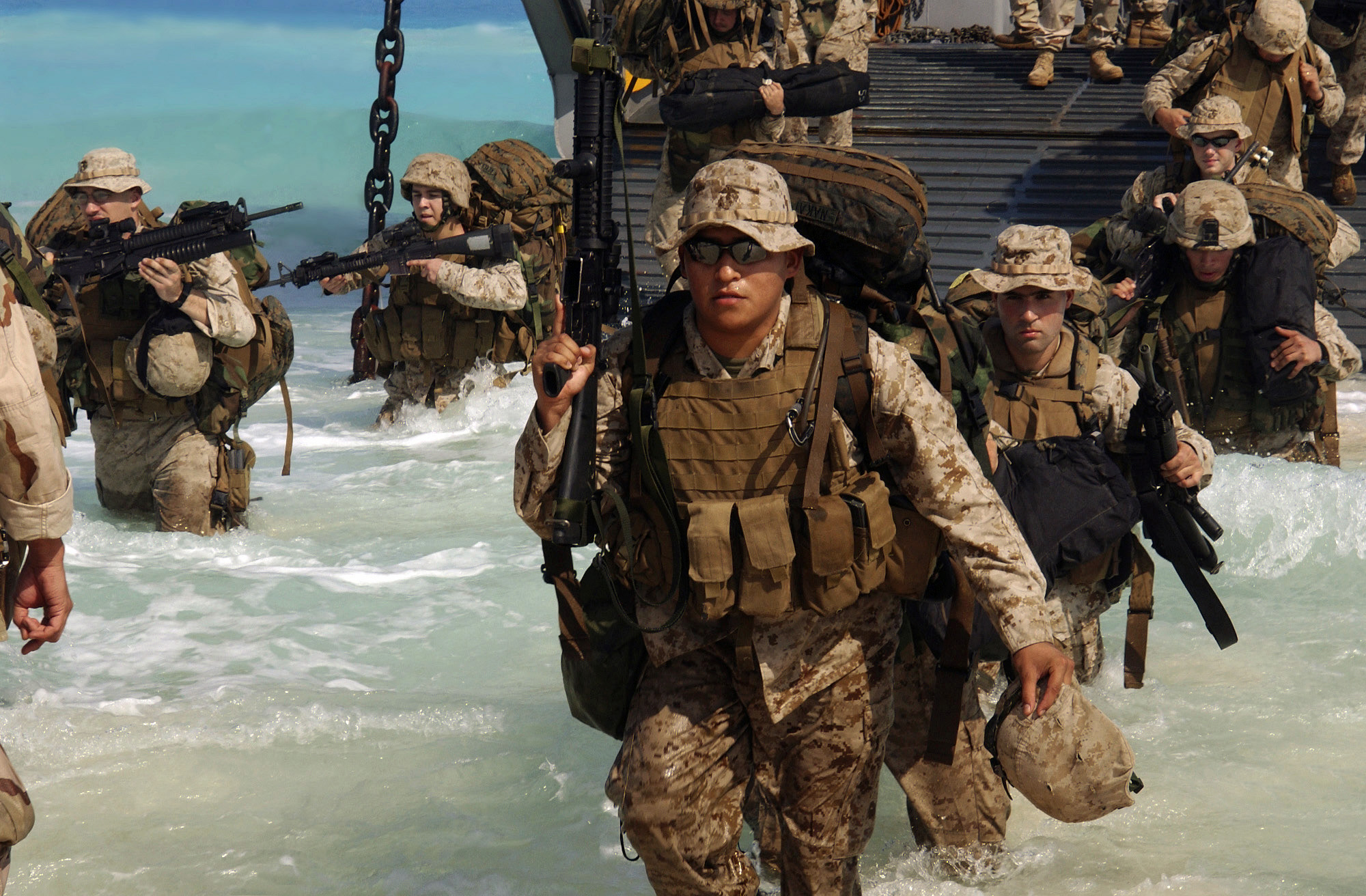
Thủy quân Lục chiến Hoa Kỳ thuộc Đơn vị Thủy quân Lục chiến Viễn chinh số 13

Thủy quân Lục chiến Hoa Kỳ giữ lấy vai trò trọng yếu trong nền an ninh quốc gia với tư cách là một lực lượng đặc nhiệm hỗn hợp gồm không lực, bộ binh, viễn chinh và đổ bộ từ biển với khả năng tiến công bằng vũ lực từ trên không, trên bộ và biển.
Mặc dù Thủy quân Lục chiến Hoa Kỳ không có sắp đặt một đơn vị tác chiến đơn độc nào trong vai trò một lực lượng nhưng nó có khả năng một mình triển khai nhanh một lực lượng đặc nhiệm vũ trang hỗn hợp đến gần như bất cứ nơi đâu trên thế giới trong vài ngày. Cơ cấu căn bản cho tất cả các đơn vị được triển khai là Lực lượng Đặc nhiệm Không-Bộ binh Thủy quân Lục chiến (Marine Air-Ground Task Force) mà kết hợp cả thành phần tác chiến bộ binh với thành phân tác chiến trên không và thành phần tác chiến tiếp vận dưới quyền của một bộ tư lệnh chung. Mặc dù việc thành lập các bộ tư lệnh hỗn hợp dưới Đạo luật Goldwater-Nichols đã cải thiện sự phối hợp bên trong mỗi quân chủng nhưng khả năng của Thủy quân Lục chiến Hoa Kỳ duy trì các lực lượng đặc nhiệm đa thành phần thường trực dưới một bộ tư lệnh duy nhất đã giúp việc thực thi các nguyên lý chiến tranh vũ trang kết hợp trôi trải hơn.
Việc sáp nhập các đơn vị Thủy quân Lục chiến riêng lẻ lại gần nhau bắt nguồn từ một nền văn hóa tổ chức tập trung quanh bộ binh. Mỗi khả năng kia của Thủy quân Lục chiến đều tồn tại để hỗ trợ cho bộ binh. Không như giới quân sự của một số nước phương Tây, Thủy quân Lục chiến Hoa Kỳ vẫn giữ lập trường bảo thủ của mình chống lại các lý thuyết tuyên bố rằng khả năng của các loại vũ khí mới có thể tạo nên chiến thắng trong các trận chiến đơn độc. Ví dụ: Không lực Thủy quân Lục chiến luôn được tập trung vào không yểm gần và phần lớn luôn không bị ảnh hưởng bởi các lý thuyết về sức mạnh không lực cho rằng không kích chiến lược có thể một mình giành được chiến thắng các trận chiến.
Việc tập trung vào bộ binh như thế phù hợp với học thuyết "mỗi binh sĩ Thủy quân Lục chiến là một tay súng trường". Sự chú trọng của tham mưu trưởng Alfred M. Gray, Jr. là sự nhấn mạnh về khả năng tác chiến bộ binh của mỗi binh sĩ Thủy quân Lục chiến. Tất cả các binh sĩ Thủy quân Lục chiến, không cần biết là chuyên môn quân sự của họ là gì, đều phải được huấn luyện như một tay súng: tất cả các sĩ quan đều phải được huấn luyện như một trung đội trưởng bộ binh. Thủy quân Lục chiến Hoa Kỳ đã chứng tỏ cái giá trị văn hóa này nhiều lần xuyên suốt lịch sử. Thí dụ, tại Đảo Wake khi tất cả các phi cơ của Thủy quân Lục chiến bị bắn hạ, các phi công vẫn tiếp tục chiến đấu như các sĩ quan bộ binh, các nhân viên tiếp liệu và thợ nấu ăn đã chiến đấu trong một nỗ lực phòng thủ cuối cùng. Kết quả là có một cấp độ sáng kiến và tự chủ lớn được thấy ở các cấp bậc hạ sĩ quan Thủy quân Lục chiến gồm có hạ sĩ, trung sĩ và thượng sĩ khi so sánh với nhiều tổ chức quân sự khác. Thủy quân Lục chiến Hoa Kỳ chú trọng đến quyền và trách nhiệm theo hướng từ cao xuống thấp đến một cấp độ to lớn hơn là các quân chủng khác. Sự uyển chuyển thực thi nhiệm vụ luôn chú trọng vào "ý định của người chỉ huy" như một nguyên tắc hướng dẫn để thì hành mệnh lệnh, coi như mệnh lệnh tối thượng nhưng vẫn mở ngỏ cho việc áp dụng phương pháp nào để thực thi mệnh lệnh đó.
Những kỹ thuật tiến công đổ bộ từ biển được phát triển cho Chiến tranh thế giới thứ hai đã phát triển cùng với việc giới thiệu thêm học thuyết chiến tranh tiêu hao quân địch (maneuver warfare), và tiến công đổ bộ từ trên không (air assault) để trở thành học thuyết hiện tại là "hoạt động tiêu hao địch từ biển" (operational maneuver from the sea).
Thủy quân Lục chiến Hoa Kỳ dựa vào hải vận của Hải quân Hoa Kỳ để cung ứng khả năng triển khai nhanh của họ. Ngoài việc có khoảng 1/3 lực lượng tác chiến của mình đóng quân tại Nhật Bản, các đơn vị viễn chinh Thủy quân Lục chiến thường đóng quân ở vùng biển. Điều này giúp khả năng thực hiện trong vai trò là lực lượng phản ứng đầu tiên đối phó với các sự kiện quốc tế. Hiện nay Lục quân Hoa Kỳ có duy trì các đơn vị bộ binh nhẹ có khả năng triển khai nhanh khắp thế giới nhưng các đơn vị này không thể sánh với một Lực lượng Đặc nhiệm không-Bộ Thủy quân Lục chiến Hoa Kỳ và chúng lại thiếu tiếp vận mà Hải quân Hoa Kỳ hỗ trợ cho Thủy quân Lục chiến. Vì lý do này mà Thủy quân Lục chiến thường được gửi đến trong các sứ mệnh không tác chiến như việc di tản người Mỹ từ các quốc gia bất ổn và cung cấp sự cứu trợ nhân đạo trong những vụ thiên tai. Trong những cuộc xung đột lớn hơn, Thủy quân Lục chiến hành động trong vai trò một lực lượng tạm thời, nhanh chóng tới và giữ một khu vực nào đó cho đến khi các lực lượng lớn hơn được đưa đến. Thủy quân Lục chiến đã thực hiện vai trò này trong Chiến tranh thế giới thứ nhất và Chiến tranh Triều Tiên khi họ là các đơn vị tác chiến nổi bật đầu tiên được triển khai từ Hoa Kỳ và giữ phòng tuyến cho đến khi Hoa Kỳ có thể tổng động viên lực lượng cho chiến tranh. Để giúp triển khai nhanh, hệ thống tiền-định vị biển (maritime pre-positioning system) được phát triển: các đội tàu chở hàng với đủ trang thiết bị và tiếp liệu được xác định vị trí khắp thế giới để lực lượng viễn chinh Thủy quân Lục chiến triển khai trong vòng 30 ngày.

### Chủ thuyết
Hai sách hướng dẫn nhỏ được phát hành trong thập niên 1930 nhằm thiết lập học thuyết của Thủy quân Lục chiến Hoa Kỳ trong hai phương diện. Cuốn "Small Wars Manual" (Sách hướng dẫn cho chiến tranh nhỏ) đặt trọng tâm cho các chiến dịch chống du kích từ Chiến tranh Việt Nam đến Chiến tranh Iraq và Chiến tranh Afghanistan trong khi cuốn "Tentative Landing Operations Manual" (Hướng dẫn các chiến dịch đổ bộ thử nghiệm) thiết lập chủ thuyết cho các chiến dịch đổ bộ từ biển trong thời Chiến tranh thế giới thứ hai.

## Lịch sử

### Ban đầu

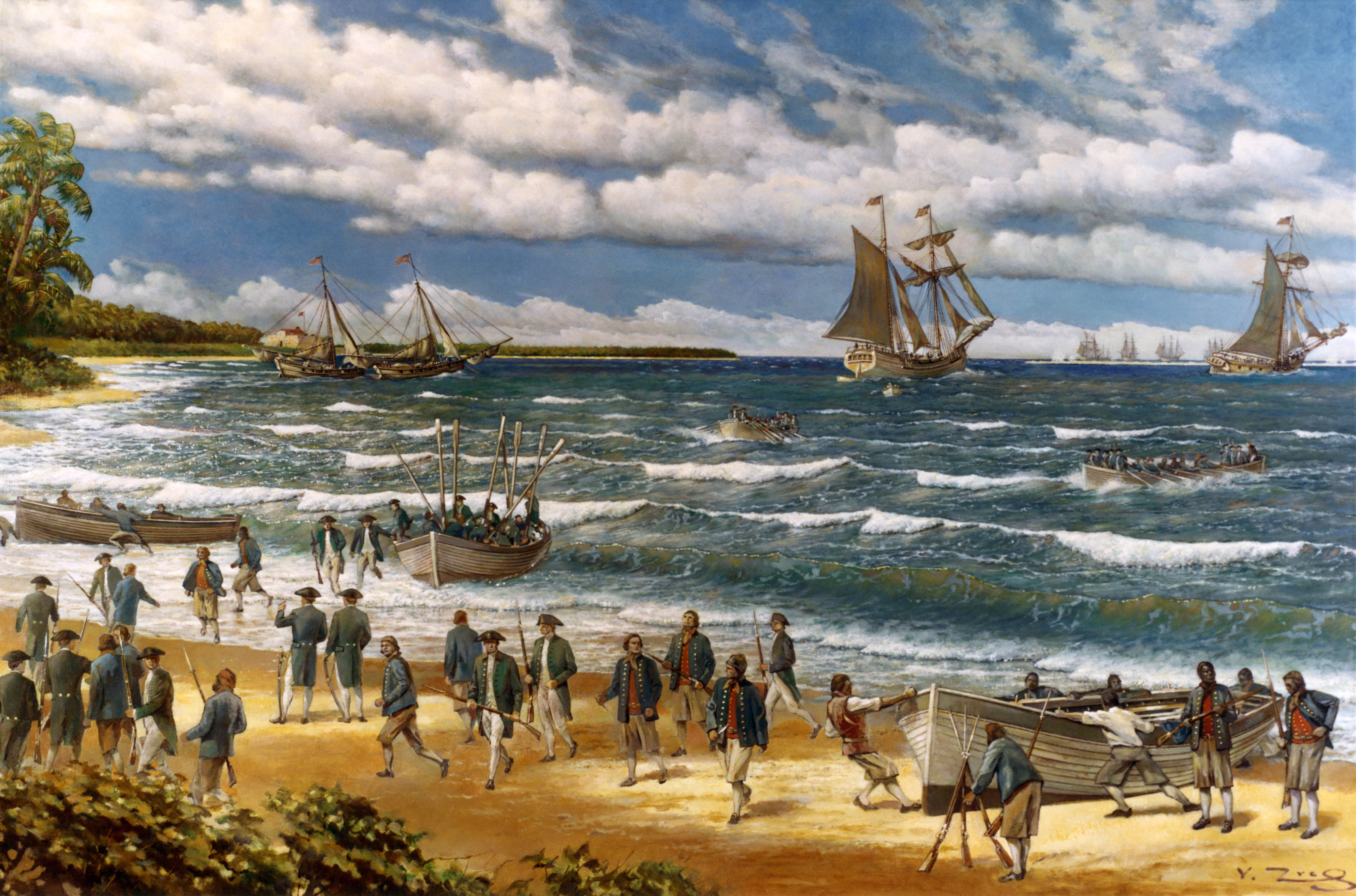
Thủy quân Lục chiến Lục địa đổ bộ tại New Providence trong trận Nassau.

Thủy quân Lục chiến Hoa Kỳ có nguồn gốc từ Thủy quân Lục chiến Lục địa của thời Chiến tranh Cách mạng Mỹ do Đại úy Samuel Nicholas ở Philadelphia thành lập theo nghị quyết của Đệ nhị Quốc hội Lục địa vào ngày 10 tháng 11 năm 1775 nhằm thành lập 2 Tiểu đoàn Thủy quân Lục chiến. Ngày này được xem là ngày sinh nhật của Thủy quân Lục chiến Hoa Kỳ. Vào cuối Chiến tranh Cách mạng Mỹ, cả Hải quân Lục địa và Thủy quân Lục chiến Lục địa đều bị giải tán trong tháng 04 năm 1783. Riêng lực lượng Thủy quân Lục chiến không được tái lập cho đến năm 1798. Vào năm đó, vì chuẩn bị cho cuộc chiến được gọi là Chiến tranh nửa mùa (quasi-war) với Pháp, Quốc hội Hoa Kỳ đã tái lập Thủy quân Lục chiến Lục địa và cải danh thành Thủy quân Lục chiến Hoa Kỳ. Bộ Chiến tranh Hoa Kỳ tuyển mộ binh sĩ vào Thủy quân Lục chiến vào đầu tháng 08 năm 1797 để phục vụ trên các khu trục hạm nhỏ mà Quốc hội Hoa Kỳ mới cho đóng. "Đạo luật cung cấp trang bị vũ khí hải quân" ngày 18 tháng 03 năm 1794 cho phép các chiến hạm này có quyền tuyển mộ chi tiết bao nhiên binh sĩ Thủy quân Lục chiến trên mỗi tàu.
Các hoạt động nổi tiếng của Thủy quân Lục chiến trong thời kỳ này là cuộc Chiến tranh Berber lần thứ nhất (1801–1805) chống cướp biển Berber. Trong cuộc chiến này, William Eaton và trung úy Presley O'Bannon dẫn 8 binh sĩ Thủy quân Lục chiến và 500 lính đánh thuê đến đánh chiếm Tripoli. Dù họ chỉ đánh đến được Derna nhưng thành tích của họ tại Tripoli đã trở nên bất hủ và được ca ngợi trong bài quân ca "Marines' Hymn", sau đó, các sĩ quan Thủy quân Lục chiến Hoa Kỳ cũng mang bên người thanh kiếm Mameluke để tưởng nhớ sự kiện này.
Trong Chiến tranh 1812, các phân đội Thủy quân Lục chiến Hoa Kỳ đã tham dự vào các trận đánh giáp lá cà giữa hai tàu trực diện đã tạo nên đặc trưng riêng của cuộc chiến này. Những trận này là những chiến thắng đầu tiên của người Mỹ trong suốt cuộc xung đột. Công lớn nhất của họ là đã cản bước được người Anh khi họ tiến quân đến Washington, D.C. trong trận Bladensburg, và cầm chân tuyến phòng thủ của Tướng Andrew Jackson trong trận New Orleans. Kể từ giai đoạn cuối của cuộc chiến, Thủy quân Lục chiến Hoa Kỳ nổi danh là những xạ thủ cừ khôi, đặc biệt là trong các trận đánh giữa hai tàu trực diện.

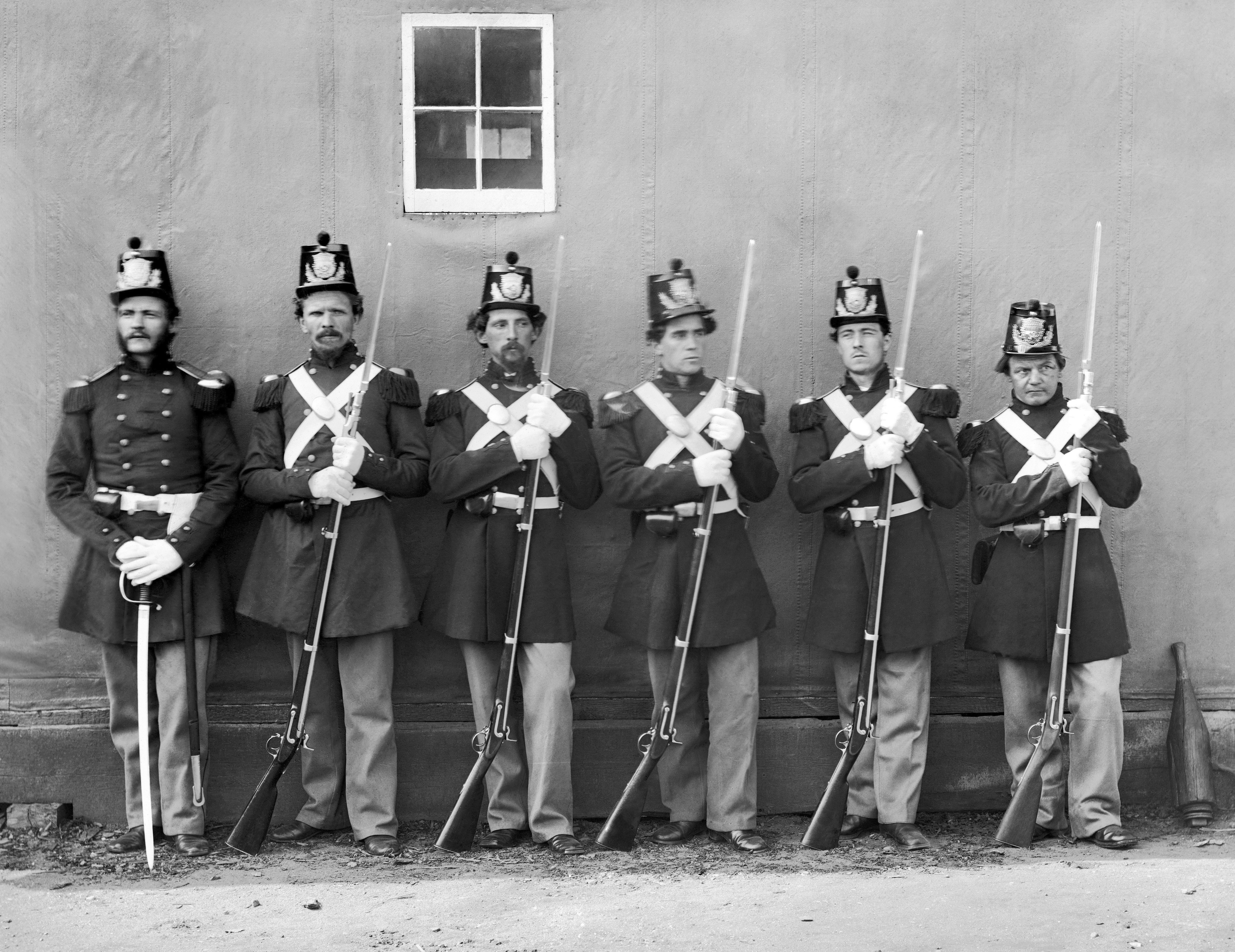
Năm binh sĩ Thủy quân Lục chiến Marines cùng với vị sĩ quan của họ ở Cơ xưởng Hải quân Washington năm 1864

Sau chiến tranh, lực lượng Thủy quân Lục chiến Hoa Kỳ bắt đầu đi xuống dần, mãi cho đến khi Archibald Henderson được bổ nhiệm làm tư lệnh thứ năm của Thủy quân Lục chiến vào năm 1820 thì tình hình mới được cải thiện. Dưới quyền của ông, Thủy quân Lục chiến đã nhận được những nhiệm vụ viễn chinh trong vùng Caribbe, vịnh Mexico, Key West, Tây Phi, Quần đảo Falkland, và Sumatra. Tham mưu trưởng Henderson có công lớn trong việc ngăn Tổng thống Jackson sáp nhập Thủy quân Lục chiến Hoa Kỳ vào Lục quân Hoa Kỳ. Sau đó, Quốc hội Hoa Kỳ thông qua "Đạo luật vì tổ chức Thủy quân Lục chiến tốt hơn" vào năm 1834. Đạo luật quy định rằng Thủy quân Lục chiến là một phần của Bộ Hải quân Hoa Kỳ, có vai trò ngang hàng với Hải quân Hoa Kỳ (Bộ Hải quân Hoa Kỳ là cơ quan quản lý dân sự của cả Thủy quân Lục chiến Hoa Kỳ và Hải quân Hoa Kỳ). Đây cũng là lần đầu tiên sự tồn vong của Thủy quân Lục chiến Hoa Kỳ bị đem ra thử thách.
Tư lệnh Henderson tình nguyện đưa Thủy quân Lục chiến phục vụ trong cuộc chiến tranh với các bộ tộc người da đỏ Seminole trong năm 1835. Ông đích thân dắt gần phân nửa lực lượng Thủy quân Lục chiến vào trận. Một thập niên sau đó, trong cuộc Chiến tranh Mỹ-Mexico (1846–1848), Thủy quân Lục chiến đã thực hiện cuộc tấn công nổi tiếng vào Dinh Chapultepec ở Mexico City, sự kiện trên sau này được nhắc đến ở câu hát "From The Halls of Montezuma" trong bài quân ca "Marines' hymn". Vào thập niên 1850, Thủy quân Lục chiến tham gia các hoạt động tại Panama và châu Á, hộ tống Hải đoàn Đông Ấn của Matthew Calbraith Perry trong chuyến hành trình lịch sử đến Viễn Đông.
Vì tham chiến quá nhiều nơi ở ngoại quốc nên Thủy quân Lục chiến Hoa Kỳ chỉ đóng một vai trò tương đối trong Nội chiến Hoa Kỳ (1861–1865). Nhiệm vụ nổi bật nhất của họ lúc đó là nhiệm vụ phong tỏa. Khi có thêm nhiều tiểu bang ly khai khỏi phe liên bang thì khoảng phân nửa số sĩ quan Thủy quân Lục chiến cũng phải rời phe liên bang để gia nhập phe liên minh miền nam và thành lập Thủy quân Lục chiến Liên hiệp, lực lượng này cuối cùng cũng chỉ đóng một vai trò rất nhỏ trong cuộc chiến.

### Thời kỳ quá độ: Nội chiến đến Chiến tranh thế giới thứ nhất
Phần còn lại của thế kỷ 19 được đánh dấu bằng sự sa sút lực lượng và nội quan về nhiệm vụ của Thủy quân Lục chiến Hoa Kỳ. Việc chuyển tiếp từ tàu buồm sang tàu hơi nước của Hải quân Hoa Kỳ đã đặt thành dấu hỏi là liệu Thủy quân Lục chiến có còn cần thiết hay không trên các tàu hải quân. Trong khi đó, Thủy quân Lục chiến phục vụ như nguồn nhân lực thích hợp trong việc can thiệp và đổ bộ để bảo vệ sinh mạng và quyền lợi của người Mỹ ở ngoại quốc. Thủy quân Lục chiến đã tham gia vào trên 28 cuộc can thiệp riêng lẻ trong thời gian 30 năm từ cuối Nội chiến Hoa Kỳ đến cuối thế kỷ 19. Họ cũng được gọi đến để ngăn chặn các vụ náo loại lao động và chính trị bên trong Hoa Kỳ. Dưới quyền của Tham mưu trưởng Jacob Zeilin, truyền thống và tục lệ của Thủy quân Lục chiến Hoa Kỳ bắt đầu được hình thành: Thủy quân Lục chiến Hoa Kỳ chọn hình tượng đại bàng, địa cầu và mỏ neo làm quân hiệu của mình vào ngày 19 tháng 11 năm 1868. Cùng trong thời kỳ này bài quân ca "Marines' hymn" được hát lần đầu tiên. Khoảng năm 1883, Thủy quân Lục chiến Hoa Kỳ chọn khẩu hiệu của mình mà đến nay vẫn còn dùng là "Semper Fidelis" (nghĩa là Luôn Trung Thành).
John Philip Sousa, một nhà soạn nhạc, gia nhập Thủy quân Lục chiến Hoa Kỳ với vai trò một học viên vào năm 13 tuổi, đã phục vụ từ năm 1867 cho đến năm 1872, và lần 2 từ năm 1880 đến năm 1892 với vai trò là trưởng ban quân nhạc Thủy quân Lục chiến Hoa Kỳ.

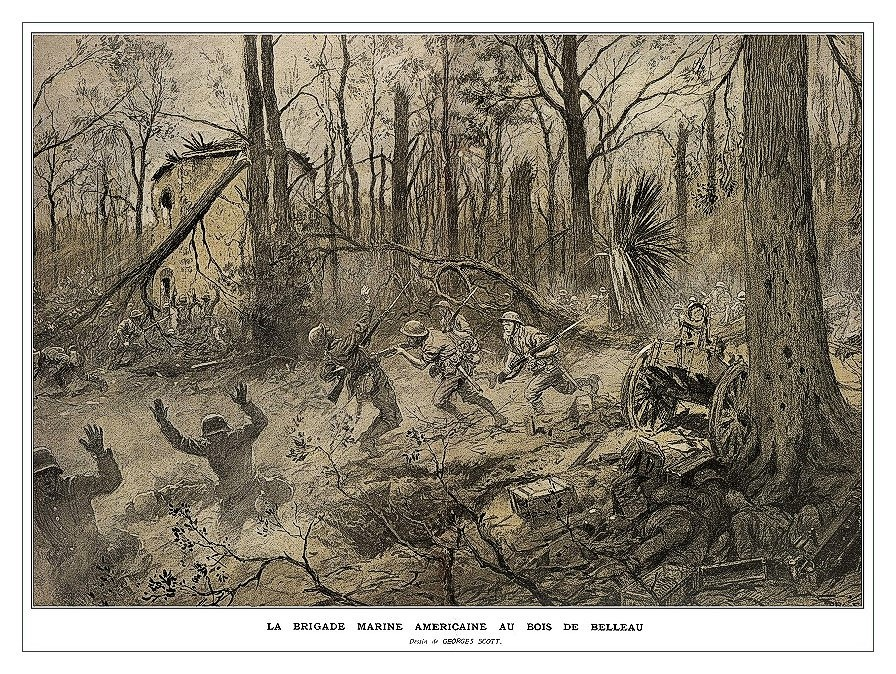
Tranh của Georges Scott về Thủy quân Lục chiến Mỹ tại Rừng Belleau năm 1918

Trong thời điểm Chiến tranh Hoa Kỳ-Tây Ban Nha (1898), Thủy quân Lục chiến Hoa Kỳ đã đưa các binh sĩ Hoa Kỳ vào bờ biển tại Philippines, Cuba, và Puerto Rico, chứng tỏ rằng họ luôn sẵn sàng để khai triển. Tại Vịnh Guantánamo, Cuba, Thủy quân Lục chiến chiếm được căn cứ hải quân tiền phương mà vẫn còn được sử dụng cho đến ngày nay. Giữa năm 1899 và 1916, Thủy quân Lục chiến tiếp tục tham gia mạnh mẽ vào các cuộc viễn chinh ở ngoại quốc trong đó có Chiến tranh Hoa Kỳ-Philippines, cuộc nổi loạn của Nghĩa Hòa Đoàn ở Trung Hoa (1899–1901), Panama, các cuộc bình định ở Cuba, vụ Ion Perdicaris ở Maroc, Veracruz, Santo Domingo, và các cuộc chiến có liên quan đến chuối (Banana Wars) tại Haiti và Nicaragua. Những kinh nghiệm có được trong các chiến dịch chống du kích trong thời kỳ này được tập họp lại thành sách hướng dẫn chiến tranh nhỏ (Small Wars Manual).

### Chiến tranh thế giới thứ nhất
Trong thời Chiến tranh thế giới thứ nhất, các cựu Thủy quân Lục chiến Hoa Kỳ đã làm một vai trò trung tâm khi Hoa Kỳ nhập cuộc trễ trong cuộc xung đột này. Không như Lục quân Hoa Kỳ, Thủy quân Lục chiến có nhiều sĩ quan và binh sĩ dày dạn kinh nghiệm chiến trường và lại có một sự gia tăng nhỏ lực lượng. Tại đây, Thủy quân Lục chiến đã đánh trận nổi tiếng tại rừng Bellea, tạo nên thanh danh của Thủy quân Lục chiến trong lịch sử hiện đại. Mặc dù kinh nghiệm viễn chinh trước kia của Thủy quân Lục chiến Hoa Kỳ không được đánh giá nhiều trong quân sự thế giới phương Tây nhưng sức bền bỉ và mạnh bạo của Thủy quân Lục chiến tại Pháp đã khiến cho họ được người Đức nể trọng và đánh giá họ như các Stosstruppen (Binh sĩ Xung kích) của Đức. Mặc dù Thủy quân Lục chiến và giới truyền thông Hoa Kỳ tường thuật rằng người Đức đã đặt biệt danh cho Thủy quân Lục chiến Hoa Kỳ là Teufel Hunden, có nghĩa là "Quỷ Chó" nhưng không có bằng chứng nào được lưu trong văn khố của Đức (vì Teufelshunde mới chính là thuật ngữ đúng của Đức). Có lẽ đó là lời tuyên truyền của Hoa Kỳ. Tuy nhiên, cái tên đó xác đáng. Thủy quân lục chiến Hoa Kỳ nhập cuộc chiến với 511 sĩ quan và 13.214 binh sĩ và hạ sĩ quan, và đến ngày 11 tháng 11 năm 1918 lực lượng lên đến 2.400 sĩ quan và 70.000 hạ sĩ quan và binh sĩ.
Giữa hai thế chiến, Thủy quân Lục chiến được vị tư lệnh John A. Lejeune lãnh đạo. Dưới sự lãnh đạo của ông, Thủy quân Lục chiến đã ứng nghiệm và phát triển ra các kỹ thuật về chiến tranh đổ bộ từ biển mà sẽ được dùng nhiều trong Chiến tranh thế giới thứ hai. Nhiều sĩ quan trong đó có trung tá Earl Hancock Ellis đã nhìn thấy trước một cuộc chiến tại Thái Bình Dương với Đế quốc Nhật Bản và tiến hành chuẩn bị cho một cuộc xung đột như thế. Qua năm 1941, viễn tưởng chiến tranh thêm mở rộng, Thủy quân Lục chiến khẩn cấp tiến hành các cuộc tập trận tấn công đổ bộ hỗn hợp và tìm kiếm trang bị dành cho tấn công đổ bộ mà thật sự rất hữu dụng trong cuộc xung đột sắp tới.

### Chiến tranh thế giới thứ hai

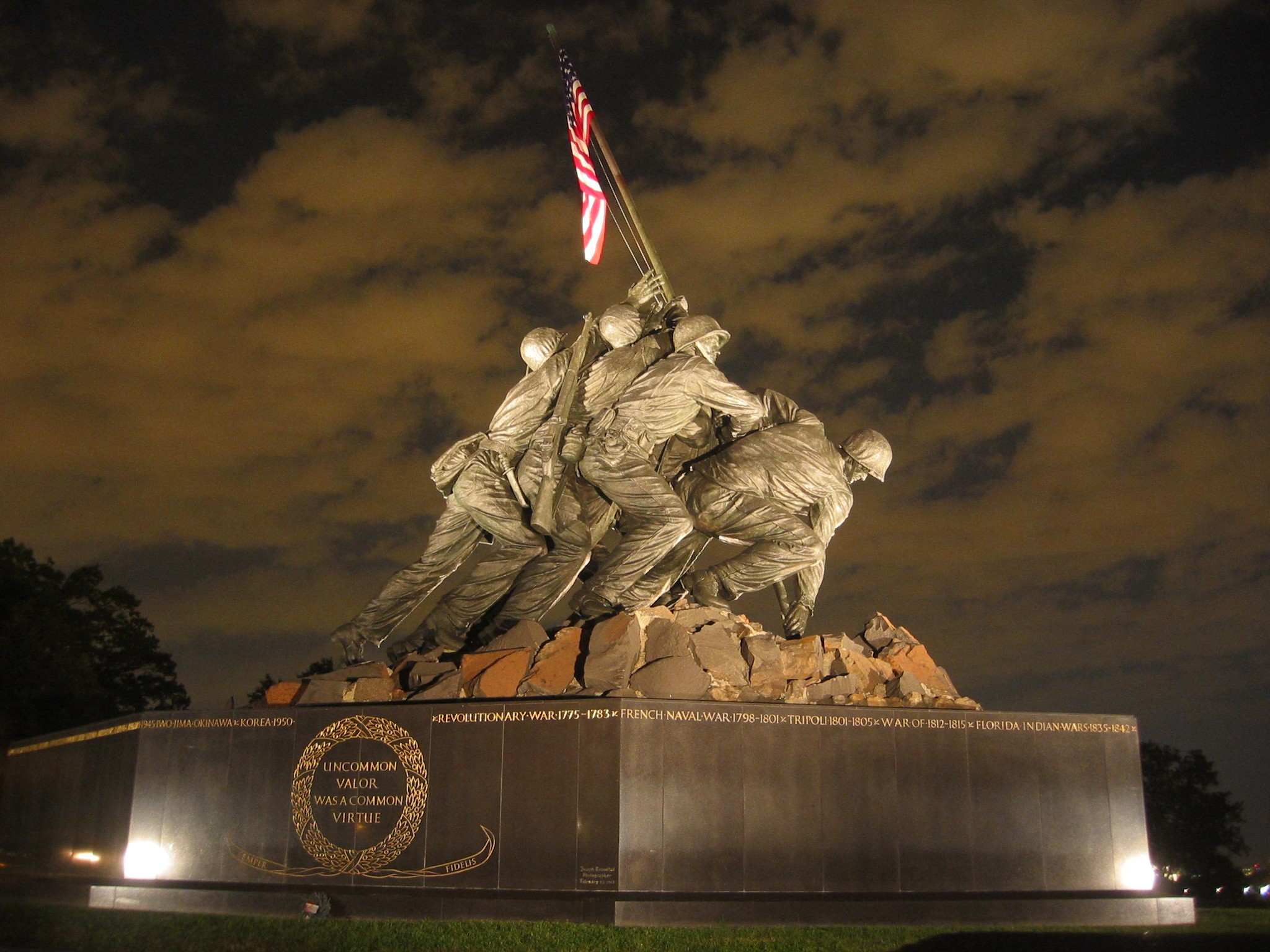
Đài tưởng niệm Thủy quân Lục chiến Hoa Kỳ trong chiến tranh, mô hình được dựa theo bức ảnh chụp nổi tiếng của Joe Rosenthal "cắm cờ trên Iwo Jima

Trong Chiến tranh thế giới thứ hai, Thủy quân Lục chiến Hoa Kỳ đã đóng một vai trò quan trọng trong Chiến tranh Thái Bình Dương. Các trận đánh như Guadalcanal, Bougainville, Tarawa, Guam, Tinian, Saipan, Peleliu, Iwo Jima, và Okinawa đã xảy ra ác liệt giữa Thủy quân Lục chiến Hoa Kỳ và Lục quân Đế quốc Nhật Bản.
Philip Johnston đã đề nghị sử dụng tiếng Navajo làm ngôn ngữ mật mã cho Thủy quân Lục chiến. Ý tưởng này được chấp thuận ngay và mật mã tiếng Navajo chính thức được phát triển và biến thành ký tự âm chung của cả Lục quân và Hải quân Hoa Kỳ.
Trong suốt trận Iwo Jima, nhiếp ảnh gia Joe Rosenthal đã chụp được bức hình nổi tiếng dựng cờ trên Iwo Jima gồm có 5 binh sĩ Thủy quân Lục chiến và một binh sĩ quân y hải quân đang cắm cờ Mỹ trên núi Suribachi. Các hành động của Thủy quân Lục chiến trong suốt cuộc chiến đã làm tăng thêm danh tiếng đã được nổi bật của họ. Vào cuối chiến tranh, Thủy quân Lục chiến mở rộng thêm từ hai lữ đoàn lên 6 sư đoàn, 5 không đoàn và các binh sĩ hỗ trợ, tổng cộng khoảng 485.000 binh sĩ Thủy quân Lục chiến. Ngoài ra, 20 tiểu đoàn phòng vệ và một tiểu đoàn nhảy dù cũng được thành lập. Thủy quân Lục chiến Hoa Kỳ bị thiệt hại khoảng 87.000 binh sĩ suốt Chiến tranh thế giới thứ hai (gần 20.000 tử trận). Có 82 người được nhận huân chương vinh dự.
Thủy quân Lục chiến Hoa Kỳ đối diện với một cuộc khủng hoảng toàn quân theo sau chiến tranh vì ngân sách thấp. Trong lúc thúc đẩy tái tổ chức và tăng cường lực lượng, các tướng lãnh Lục quân cũng tìm cách sát nhập toàn bộ quân binh các thứ bậc của Thủy quân Lục chiến vào trong Lục quân và Hải quân. Nhờ vào việc vận động nhanh chóng giành sự ủng hộ của Quốc hội nên Thủy quân Lục chiến ngăn chặn được nỗ lực giải tán lực lượng với kết quả là Thủy quân Lục chiến Hoa Kỳ được bảo vệ chính thức bằng một đạo luật mới là Đạo luật An ninh Quốc gia 1947. Chẳng bao lâu sau đó, vào năm 1952, Đạo luật Douglas-Mansfield cho phép tham mưu trưởng của Thủy quân Lục chiến Hoa Kỳ có một tiếng nói ngang hàng trong Bộ tổng tham mưu Liên quân Hoa Kỳ về các vấn đề liên quan đến Thủy quân Lục chiến Hoa Kỳ và thiết lập cơ cấu tổ chức với 3 sư đoàn và không đoàn bay tồn tại đến ngày nay.

### Chiến tranh Triều Tiên

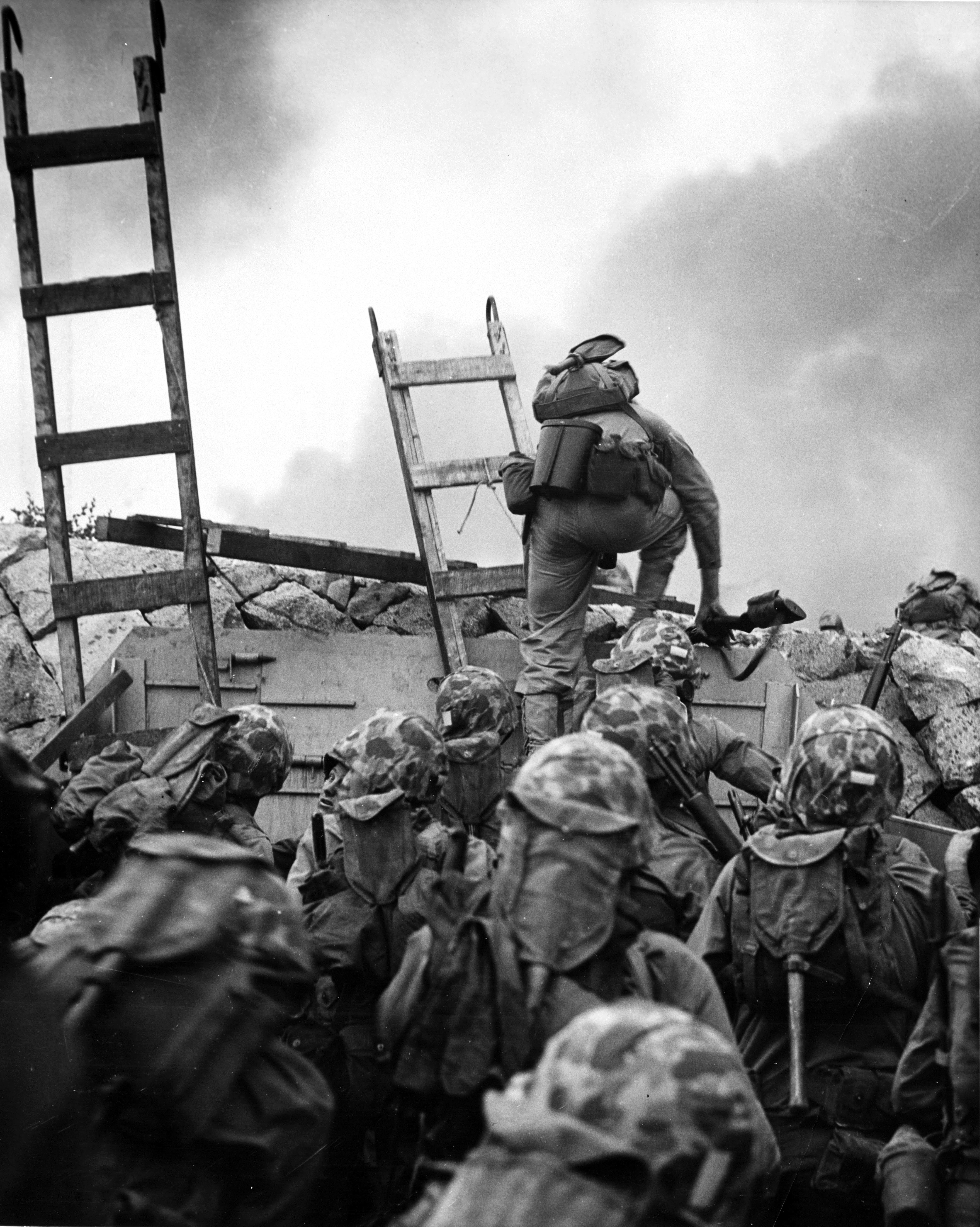
Trung úy Thủy quân Lục chiến Baldomero Lopez cùng các binh sĩ dùng thang để leo qua đê biển trong trận Inchon, tháng 9 năm 1950

Chiến tranh Triều Tiên (1950–1953) đã chứng kiến Lữ đoàn Thủy quân Lục chiến Lâm thời vừa được thành lập vội vã để giữ phòng tuyến tại vành đai Pusan. Để thực hiện tiến công bên sườn địch, tướng Douglas MacArthur đã cho gọi các lực lượng Bộ binh và Không lực Thủy quân Lục chiến tiến hành một cuộc đổ bộ từ biển vào ở Inchon. Cuộc đổ bộ thành công đã khiến cho phòng tuyến của Cộng hòa Dân chủ Nhân dân Triều Tiên bị phá vở và lực lượng Hoa Kỳ đã rượt đuổi lực lượng Triều Tiên về phía bắc đến tận sông Áp Lục đến khi Chí Nguyện quân của Cộng hòa Nhân dân Trung Hoa nhảy vào cuộc chiến. Lực lượng Chí Nguyện quân Trung Hoa vượt trội về quân số đã bao vây và gây kinh ngạc cho các lực lượng quân viễn ching Hoa Kỳ ít quân số hơn và còn bị phân tán trên một vùng quá rộng lớn. Quân đoàn X gồm có Sư đoàn Thủy quân Lục chiến số 1 và Sư đoàn Bộ binh số 7 của Lục quân Hoa Kỳ tập hợp lại và bị thiệt hại nặng trên đường vừa đánh vừa rút lui ra biển, được biết đến là trận hồ Chosin. Thủy quân Lục chiến tiếp tục một trận đánh mỏi mệt quanh vĩ tuyến 38 cho đến khi có cuộc đình chiến năm 1953. Chiến tranh Triều Tiên đã chứng kiến sự phát triển mở rộng Thủy quân Lục chiến từ 75.000 binh sĩ hiện dịch lên đến một lực lượng gồm 261.000 binh sĩ, đa số là binh sĩ dự bị. 30.544 binh sĩ Thủy quân Lục chiến bị thiệt mạng hoặc bị thương trong suốt cuộc chiến và 42 được tặng huân chương vinh dự.

### Chiến tranh Việt Nam

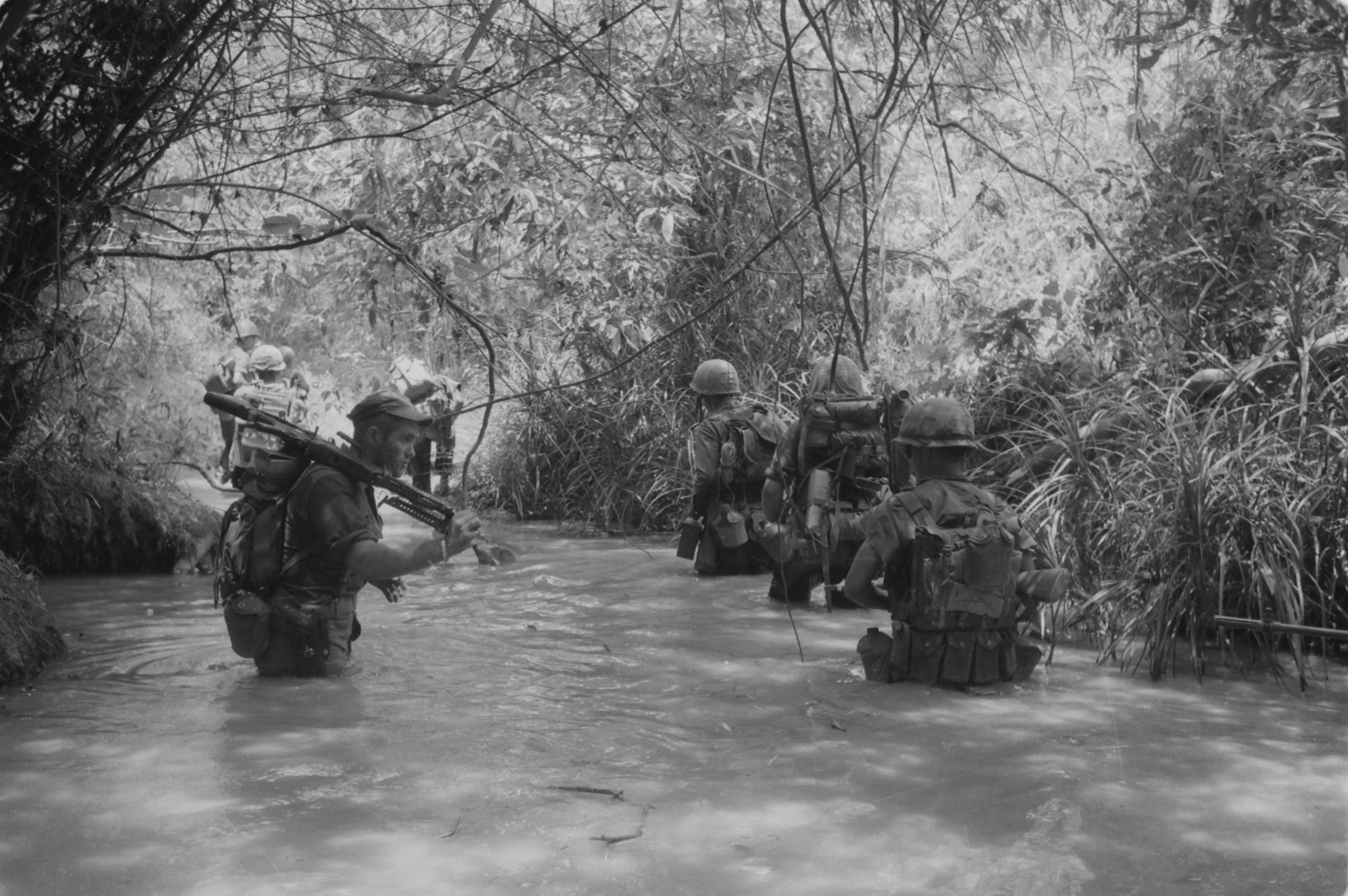
Thủy quân Lục chiến Mỹ thuộc Đại đội H, Tiểu đoàn 2, Trung đoàn Thủy quân lục chiến số 4 đang lội nước trong một khu rừng gần Cam Lộ năm 1966

Thủy quân Lục chiến đóng một vai trò quan trọng trong Chiến tranh Việt Nam, tham dự một phần trong các trận đánh như Đà Nẵng, Huế, Khe Sanh. Các binh sĩ Thủy quân Lục chiến hoạt động ở các vùng phía bắc của Việt Nam Cộng hòa thuộc Quân khu 1. Trong lúc đóng quân tại đó, họ thường gặp phải chiến tranh du kích với Mặt trận Dân tộc Giải phóng miền Nam Việt Nam và đôi khi đánh những trận chiến quy ước với Quân đội Nhân dân Việt Nam. Một phần lực lượng Thủy quân Lục chiến tham gia vào Chương trình Hành động Kết hợp ít biết đến, dùng các kỹ thuật bất quy ước chống du kích và làm cố vấn quân sự cho Thủy quân Lục chiến Việt Nam Cộng hòa. Thủy quân Lục chiến rút quân vào năm 1971, và có trở lại trong một thời gian ngắn vào năm 1975 để giúp di tản Sài Gòn và có thực hiện một cuộc giải cứu thủy thủ đoàn của chiếc tàu Mayagüez.
Chiến tranh Việt Nam là cuộc chiến dài nhất đối với Thủy quân Lục chiến Hoa Kỳ. Vào cuối chiến tranh, có 13.091 binh sĩ Thủy quân Lục chiến tử trận, 51.392 binh sĩ bị thương, và 57 người được tưởng thưởng huân chương vinh dự. Vì các chính sách có liên quan đến việc thay đổi quân nên có nhiều binh sĩ Thủy quân Lục chiến được đưa đến phục vụ tại Việt Nam hơn là trong thời Chiến tranh thế giới thứ hai.
Trong lúc phục hồi sau cuộc Chiến tranh Việt Nam, Thủy quân Lục chiến rơi xuống điểm thấp bất lợi trong lịch sử phục vụ của mình vì các vụ trừng phạt bằng quân luật, một phần có liên quan đến những vụ đào ngũ vào lúc chiến tranh. Việc tái cải tổ lực lượng bắt đầu và cuối thập niên 1970 bằng việc loại bỏ những phần tử vô kỷ luật nhất. Đến khi tiêu chuẩn tân binh có chất lượng được cải thiện, Thủy quân Lục chiến tập trung vào việc tái lập đội ngũ từ cấp bậc hạ sĩ quan xuống đến binh sĩ, đây là thành phần quan trọng của lực lượng. Thủy quân Lục chiến vẫn tiếp tục hoạt động bí mật dưới cơ cấu trực thuộc quyền bộ tổng lãnh sự quán đến năm 1999 

### Thời kỳ quá độ: Chiến tranh Việt Nam đến Chiến tranh chống khủng bố
Sau Chiến tranh Việt Nam, Thủy quân Lục chiến tái tục vai trò viễn chinh của mình, tham gia vào vụ giải cứu con tin tại Iran năm 1980 (Chiến dịch Eagle Claw), xâm nhập Grenada (Chiến dịch Urgent Fury) và xâm nhập Panama (Chiến dịch Just Cause). Ngày 23 tháng 10 năm 1983, tòa nhà tổng hành dinh của Thủy quân Lục chiến Hoa Kỳ tại Beirut, Lebanon bị đánh bomb và trở thành vụ thiệt hại nặng nề nhất vào thời bình của Thủy quân Lục chiến Hoa Kỳ (220 binh sĩ Thủy quân Lục chiến và 21 thành viên phục vụ khác thuộc Đơn vị Viễn chinh Thủy quânục chiến số 24 bị thiệt mạng) và dẫn đến việc Hoa Kỳ rút quân khỏi Lebanon. Năm 1990, binh sĩ Thủy quân Lục chiến thuộc Lực lượng đặc nhiệm hỗn hợp Sharp Edge đã cứu hàng ngàn sinh mạng qua việc di tản các công dân của Hoa Kỳ, Pháp, Vương quốc Anh tránh khỏi bạo lực bùng phát từ cuộc Nội chiến Liberia. Trong cuộc Chiến tranh vùng Vịnh (1990–1991), Lực lượng Đặc nhiệm Thủy quân Lục chiến đã hình thành nên lực lượng trung tâm cho Chiến dịch Lá chắn Sa mạc trong lúc các lực lượng của Hoa Kỳ và liên minh tập hợp lực lượng và sau đó là giải phóng Kuwait trong Chiến dịch Bão Sa mạc. Thủy quân Lục chiến tham dự vào các chiến dịch tác chiến tại Somalia (1992–1995) như Restore Hope, Restore Hope II, và United Shield để cứu trợ nhân đạo.

### Chiến tranh chống khủng bố toàn cầu

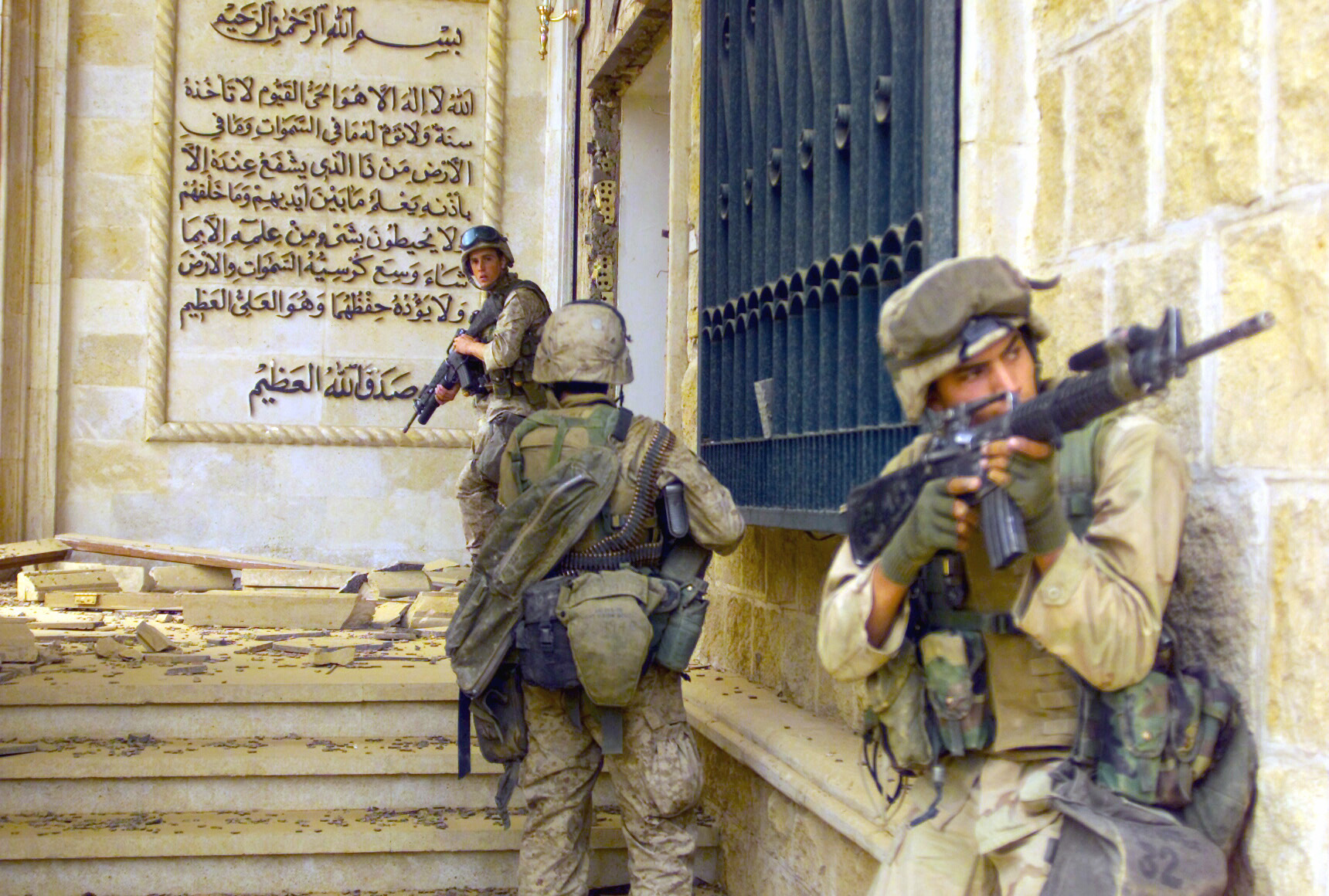
Thủy quân Lục chiến Mỹ tiến vào một dinh thự ở Baghdad.

Sau các vụ tấn công ngày 11 tháng 9 năm 2001, Tổng thống George W. Bush tuyên bố thực hiện chiến tranh chống khủng bố. Mục tiêu được đặt ra trong cuộc chiến chống khủng bố là "đánh bại Al-Qaeda, các nhóm khủng bố khác và bất cứ quốc gia nào hỗ trợ hoặc che chở những kẻ khủng bố". Kể từ đó, Thủy quân Lục chiến cùng với các lực lượng liên bang và quân sự khác tiến hành các chiến dịch khắp nơi trên thế giới để hỗ trợ cho sứ mệnh đó.

#### Chiến dịch Enduring Freedom
Thủy quân Lục chiến và các lực lượng Mỹ bắt đầu triển khai quân ở Pakistan và Uzbekistan trên biên giới với Afghanistan vào đầu tháng 10 năm 2001 để chuẩn bị cho Chiến dịch Enduring Freedom. Các đơn vị viễn chinh Thủy quân Lục chiến số 15 và số 26 là các lực lượng quy ước đầu tiên tiến vào Afghanistan để hỗ trợ cho chiến dịch vào tháng 11 năm 2001. Vào tháng 12, Thủy quân Lục chiến chiếm được Phi trường quốc tế Kandahar. Kể từ đó, các tiểu đoàn và phi đoàn Thủy quân Lục chiến đã lần lượt đụng độ với các lực lượng của Taliban và Al-Qaeda. Binh sĩ thuộc Đơn vị Viễn chinh Thủy quân Lục chiến số 24 đã tràn ngập thị trấn do Taliban chiếm giữ trong trận Garmsir ngày 29 tháng 4 năm 2008 trong tỉnh Helmand. Đây là chiến dịch lớn đầu tiên của Hoa Kỳ tại vùng này trong nhiều năm. Tháng 6 năm 2009, 7.000 binh sĩ thuộc Lữ đoàn Viễn chinh Thủy quân Lục chiến số 2 được đưa đến Afghanistan trong một nỗ lực cải thiện an ninh, và bắt đầu Chiến dịch Strike of the Sword trong tháng tiếp theo sau.
Năm 2002, Lực lượng đặc nhiệm hỗn hợp gồm nhiều quân chủng đặc trách vùng Sừng châu Phi được tập họp tại trại Lemonier, Djibouti để mang lại an ninh cho vùng. Mặc dù bộ tổng tư lệnh được chuyển sang cho Hải quân Hoa Kỳ vào năm 2006 nhưng Thủy quân Lục chiến vẫn tiếp tục hoạt động tại Sừng châu Phi cho đến năm 2007.

#### Chiến dịch Iraq Tự do
Gần đây nhất, Thủy quân Lục chiến đã phục vụ nổi bật trong Chiến tranh Iraq. Lực lượng Viễn chinh Thủy quân Lục chiến số 1 cùng với Sư đoàn Bộ binh số 3 Lục quân Hoa Kỳ đã hợp thành một lực lượng tiên phong trong cuộc tiến công vào Iraq năm 2003. Thủy quân Lục chiến rời Iraq trong mùa hè năm 2003, nhưng sau đó quay trở lại với nhiệm vụ chiếm đóng vào đầu năm 2004. Họ nhận trách nhiệm trong tỉnh Al Anba, một vùng sa mạc rộng lớn ở phía tây Baghdad. Trong lúc chiếm đóng, họ đã đi đầu trong các cuộc tấn công vào thành phố Fallujah tháng 04 và tháng 11 năm 2004. Họ cũng tham gia vào các trận đánh ác liệt ở các địa danh như Ramadi, Al-Qa'im. Thời gian tại Iraq của họ cũng gây nên các vụ án gây tranh cãi và bị kiện tụng như vụ tàn sát Haditha và sự kiện Hamdania. Nhờ vào nhóm người Iraq thuộc giáo phái Sunni ở tỉnh Anbar nổi lên chống lại Al-Qaeda và việc tăng thêm quân số vào năm 2007 nên đã giảm được cấp độ bạo loạn tại Iraq. Ngày 01 tháng 03 năm 2009, Tổng thống Barack Obama thông báo tại trại Lejeune về việc tiến hành rút quân đã hứa là toàn bộ binh sĩ sẽ được rút khỏi vào tháng 08 năm 2010. Thủy quân Lục chiến Mỹ chính thức kết thúc vai trò của mình tại Iraq vào ngày 23 tháng 01 năm 2010 khi họ giao trách nhiệm tỉnh Al Anbar cho Lục quân Hoa Kỳ.

## Tổ chức
Bộ Hải quân Hoa Kỳ, do Bộ trưởng Hải quân Hoa Kỳ thuộc giới dân sự lãnh đạo, trông coi cả Thủy quân Lục chiến Hoa Kỳ và Hải quân Hoa Kỳ. Sĩ quan cao cấp nhất của Thủy quân Lục chiến Hoa Kỳ là Tham mưu trưởng Thủy quân Lục chiến, có trách nhiệm tổ chức, tuyển mộ, huấn luyện, và trang bị cho Thủy quân Lục chiến để lực lượng có thể sẵn sàng tác chiến dưới quyền của các vị Tư lệnh Tác chiến Thống nhất (Tư lệnh Liên quân). Thủy quân Lục chiến được tổ chức thành bốn thành phần chính: Tổng hành dinh Thủy quân Lục chiến, Các lực lượng Tác chiến, Lực lượng Hỗ trợ, và Lực lượng Trừ bị Thủy quân Lục chiến.
Các lực lượng Tác chiến được chia thành ba nhóm: Các lực lượng Thủy quân Lục chiến (Marine Corps Forces) được giao cho các bộ tư lệnh thống nhất, Các lực lượng An ninh Thủy quân Lục chiến đặc trách canh gác những cơ sở hải quân có cấp độ rủi ro cao, và những toán thuộc Vệ binh An ninh Thủy quân Lục chiến đặt trách canh gác tại các Đại Sứ quán Hoa Kỳ. Theo bản ghi nhớ "Các lực lượng thuộc các bộ Tư lệnh Thống nhất" thì Thủy quân Lục chiến được phái đến mỗi bộ tư lệnh thống nhất vùng theo sự hướng dẫn của Bộ trưởng Quốc phòng Hoa Kỳ với sự chấp thuận của Tổng thống Hoa Kỳ. Từ năm 1991, Thủy quân Lục chiến có duy trì các tổng hành dinh thành phần của mình tại mỗi bộ tư lệnh thống nhất vùng. Các lực lượng Thủy quân Lục chiến (Marine Corps Forces) được chia nhỏ thành Bộ tư Lệnh các Lực lượng Thủy quân Lục chiến(MARFORCOM) và Lực lượng Thủy quân Lục chiến Thái Bình Dương (MARFORPAC), mỗi lực lượng được một Trung tướng chỉ huy. MARFORCOM có trong tay Lực lượng Viễn chinh Thủy quân Lục chiến 2; MARFORPAC có Lực lượng Viễn chinh Thủy quân Lục chiến 1 và Lực lượng Viễn chinh Thủy quân lục chiến 3.
Lực lượng Hỗ trợ gồm có Bộ tư lệnh Phát triển Tác chiến Thủy quân Lục chiến (MCCDC), Các trạm Tuyển mộ Thủy quân Lục chiến, Bộ tư lệnh Tiếp vận Thủy quân Lục chiến, các căn cứ Thủy quân Lục chiến và các căn cứ Không lực, Bộ tư lệnh Tuyển mộ, và Ban quân nhạc Thủy quân Lục chiến.

### Quan hệ với các quân chủng khác
Tổng thể thì Thủy quân Lục chiến chia sẻ nhiều nguồn lực với các quân chủng khác trong Quân đội Hoa Kỳ. Tuy nhiên họ cũng luôn tìm cách duy trì đặc tính của mình liên quan đến sứ mệnh, ngân sách, và cơ sở vật chất trong lúc đó vận dụng sự hỗ trợ sẵn có từ các quân chủng lớn hơn. Mặc dù Thủy quân Lục chiến có ít cơ sở và căn cứ ở cả tại Hoa Kỳ và trên thế giới so với các quân chủng khác nhưng đa số các căn cứ Lục quân, Hải quân và Không lực Hoa Kỳ đều có sự hiện diện của Thủy quân Lục chiến.

#### Với Lục quân Hoa Kỳ
Khả năng tác chiến của Thủy quân Lục chiến trong nhiều cách trùng lập với khả năng của Lục quân Hoa Kỳ. Trong lịch sử Lục quân từng coi Thủy quân Lục chiến như là lực lượng lấn áp khả năng của mình cũng như cạnh tranh để giành lấy ngân quỹ, sứ mệnh, và danh tiếng. Thái độ này có lịch sử ngược về thời mới thành lập Thủy quân Lục chiến Lục địa khi tướng George Washington từ chối cho phép các tiểu đoàn Thủy quân Lục chiến đầu tiên được tuyển ra từ Lục quân Lục địa của ông. Nổi bật nhất là ngay sau kết thúc Chiến tranh thế giới thứ hai, Lục quân nỗ lực tái tổ chức lực lượng quốc phòng Hoa Kỳ đã có ý định giải thể Thủy quân Lục chiến và sát nhập tất cả khả năng của lực lượng này vào trong các quân chủng khác. Lãnh đạo cho phong trào này là các sĩ quan Lục quân nổi tiếng như tướng Dwight D. Eisenhower và tham mưu trưởng Lục quân Hoa Kỳ George C. Marshall. Mặc dù sự hiềm khích vẫn còn tồn tại đến ngày nay nhưng đa số các binh sĩ Thủy quân Lục chiến và Lục quân đã áp dụng một thái độ hợp tác nhiều hơn khi hoạt động hỗn hợp với nhau. Về lý thuyết thì Thủy quân Lục chiến tập trung vào các sứ mệnh viễn chinh và độc lập trong khi đó Lục quân có chiều hướng thiên về sức mạnh toàn phần. Vì đặt nặng về lưu động và vũ trang hỗn hợp nên Thủy quân Lục chiến đã trở thành một lực lượng trang bị nhẹ hơn nhiều so với Lục quân. Thủy quân Lục chiến Hoa Kỳ duy trì một tỉ lệ lớn về quân số và trang bị dành cho các binh chủng tác chiến (bộ binh, pháo binh, cơ giới, và không yểm gần) nhiều hơn Lục quân Hoa Kỳ. Tuy nhiên, Lục quân duy trì các lực lượng cơ giới, pháo binh, vận tải trên bộ, và tiếp vận đa dạng và lớn hơn nhiều trong khi đó Thủy quân Lục chiến có binh chủng không quân đa dạng và lớn hơn mà thường được tổ chức thành Lực lượng Đặc nhiệm Không-Bộ binh Thủy quân Lục chiến. Thủy quân Lục chiến có chiều hướng gắn kết tốt hơn để trở thành một đơn vị viễn chinh cũng như đơn vị đổ bộ từ biển hoàn hảo. Lục quân có rất nhiều binh chủng khác nhau trong khi đó "mỗi binh sĩ Thủy quân Lục chiến là một tay súng trường". Điều đó chứng tỏ rằng Thủy quân Lục chiến đặt nặng vào các đơn vị bộ binh chuẩn với các binh chủng khác trong vai trò hỗ trợ.
Thủy quân Lục chiến thường học theo Lục quân ở cách trang bị cho binh sĩ (cũng như thừa hưởng những nguồn lực từ các phát triển và nghiên cứu của Lục quân), những nguồn lực dùng cho huấn luyện, và các khái niệm hỗ trợ khác. Đa số các khí cụ (xe, tàu, phi cơ) và vũ khí của Thủy quân Lục chiến đều được chia sẻ, cải tiến hay thừa hưởng từ những chương trình của Lục quân.
Về mặc văn hóa, Thủy quân Lục chiến và Lục quân Hoa Kỳ chia sẻ phần lớn các thuật từ và tiếng lóng quân sự của Hoa Kỳ nhưng Thủy quân Lục chiến cũng vận dụng một con số lớn các thuật từ hải quân và các truyền thống không phù hợp với cách sống của Lục quân.

#### Với Hải quân Hoa Kỳ

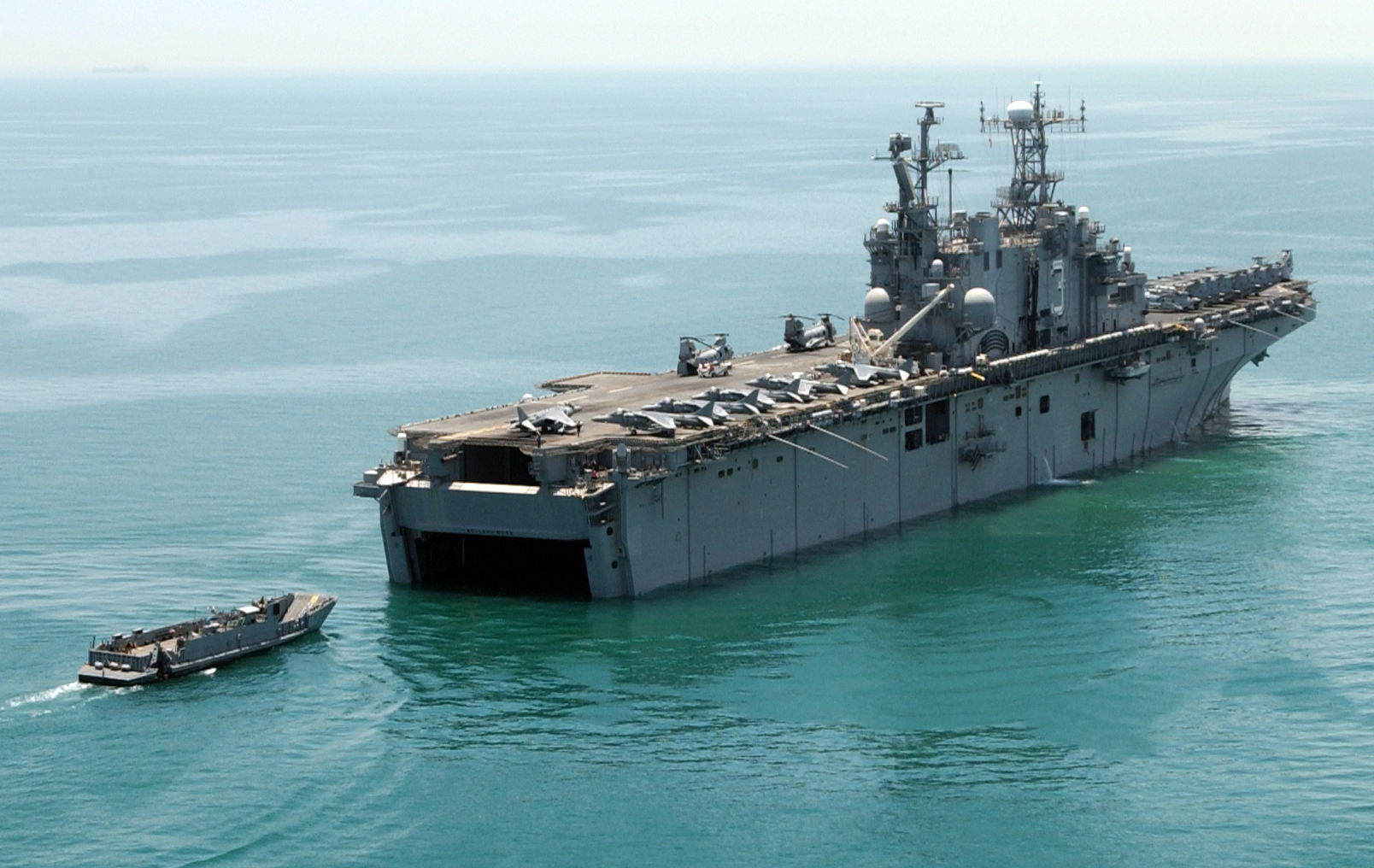
Tàu tấn công đổ bộ USS Belleau Wood

Đồng nhiệm với Thủy quân Lục chiến Hoa Kỳ dưới quyền của Bộ Hải quân Hoa Kỳ là Hải quân Hoa Kỳ. Chính vì thế mà Hải quân và Thủy quân Lục chiến có quan hệ gần gũi hơn so với các quân chủng khác của Hoa Kỳ. Bạch thư và các văn bản thăng chức đều sử dụng chung thành ngữ "Navy-Marine Corps Team" (Đội ngũ Hải quân-Thủy quân Lục chiến), hay "the Naval Service" (Ngành Hải quân). Cả Tham mưu trưởng Hải quân Hoa Kỳ và Tham mưu trưởng Thủy quân Lục chiến Hoa Kỳ đều báo cáo trực tiếp với Bộ trưởng Hải quân Hoa Kỳ.
Hợp tác giữa hai quân chủng bắt đầu bằng việc huấn luyện và giáo huấn Thủy quân Lục chiến. Thủy quân Lục chiến nhận phần lớn sĩ quan của mình từ Học viện Hải quân Hoa Kỳ và Quân đoàn Huấn luyện Sĩ quan Trừ bị Hải quân. Ban giám hiệu của Quân đoàn Huấn luyện Sĩ quan Trừ bị Hải quân gồm có các huấn luyện viên Thủy quân Lục chiến trong khi đó các huấn luyện viên thực hành Thủy quân Lục chiến cũng giúp huấn luyện các Sĩ quan Trường Ứng viên Sĩ quan Hải quân. Các phi công Thủy quân Lục chiến được huấn luyện theo chương trình đào tạo Không lực của Hải quân.
Việc cùng huấn luyện chung với nhau được xem là rất hệ trọng vì Hải quân cung ứng vận tải, tiếp vận, và hỗ trợ tác chiến để đưa các đơn vị Thủy quân Lục chiến vào chiến trường. Đa số các cơ sở Không lực Thủy quân Lục chiến sử dụng là rút từ kinh nghiệm của Hải quân khi quyết định mua hoặc tài trợ. Các hàng không mẫu hạm của Hải quân thường thường được triển khai có một phi đoàn Thủy quân Lục chiến bên cạnh các phi đoàn Hải quân. Thủy quân Lục chiến không tuyển mộ hoặc huấn luyện các nhân viên không tác chiến như tuyên úy hay y tế/nha khoa nên nhân viên của hải quân đảm trách các vai trò trống này. Một số thủy thủ này, đặc biệt là quân y và chuyên gia về chương trình tôn giáo, thường mặc đồng phục Thủy quân Lục chiến nhưng mang quân hiệu hải quân. Ngược lại, Thủy quân Lục chiến có trách nhiệm tiến hành các chiến dịch trên bộ để hỗ trợ các chiến dịch của hải quân, trong đó có việc chiếm giữ các căn cứ không và hải quân địch. Cả hai quân chủng này cùng có một đội ngũ an ninh mạng chung.
Thủy quân Lục chiến và thủy thủ chia sẻ nhiều truyền thống hải quân, đặc biệt là các thuật ngữ và tục lệ. Huân chương vinh dự của Thủy quân lục chiến là từ biến thể của Hải quân; trừ một số ít, các bội tinh và băng hiệu của Hải quân và Thủy quân Lục chiến thì giống nhau. Đội bay biểu diễn Blue Angels của Hải quân có cả các sĩ quan và binh sĩ của Hải quân và Thủy quân Lục chiến trong đó có một phi cơ C-130 Hercules của Thủy quân Lục chiến.
Năm 2007, Thủy quân Lục chiến cùng với Hải quân Hoa Kỳ và Tuần duyên Hoa Kỳ áp dụng một chiến lược biển mới có tên gọi "Một chiến lược hợp tác Hải lực thế kỷ 21" (A cooperative strategy for 21st century seapower) nhằm nâng cao ý niệm ngăn ngừa chiến tranh đến cấp bậc triết lý tương tự như tiến hành chiến tranh. Chiến lược mới này đã phác thảo ra một phương hướng cho Hải quân, Tuần duyên và Thủy quân Lục chiến cùng làm việc với nhau và với các đồng sự quốc tế nhằm ngăn ngừa các cuộc khủng hoảng vùng do con người tạo ra hay thiên tai tạo ra hoặc là phải phản ứng nhanh chóng nếu có xảy ra để tránh gây ảnh hưởng bất lợi cho Hoa Kỳ.

#### Với Không lực Hoa Kỳ

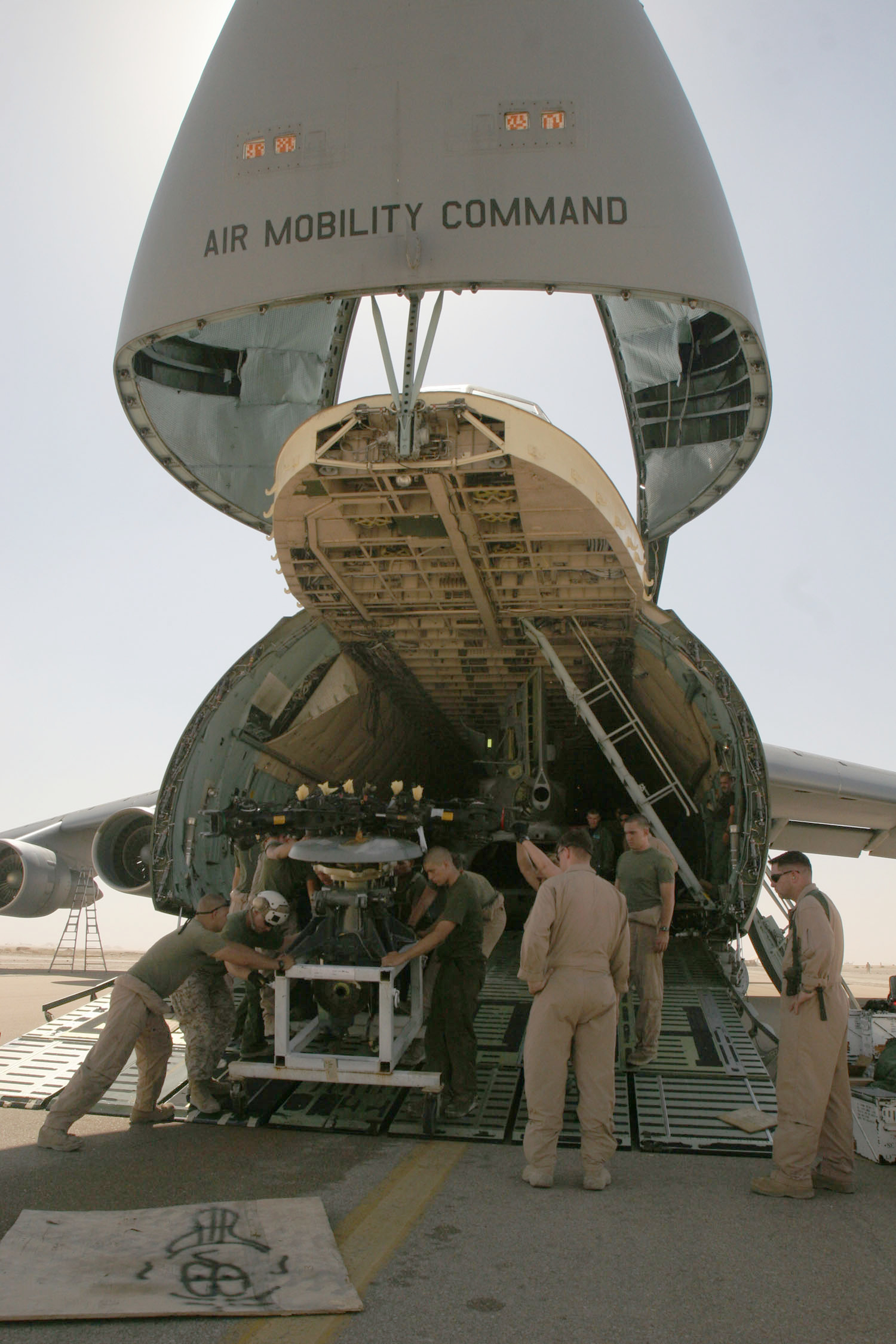
Thủy quân Lục chiến đang bốc vỡ chiếc trực thăng CH-46 Sea Knight từ một phi cơ của Không quân Hoa Kỳ C-5 Galaxy.

Mặc dù đa số các khí cụ và cơ sở không lực của Thủy quân Lục chiến là từ Hải quân nhưng một số hỗ trợ là từ Không lực Hoa Kỳ. Thủy quân Lục chiến cũng nhờ rất nhiều vào bộ tư lệnh vận chuyển của Không lực Hoa Kỳ để không vận binh sĩ và trang thiết bị của mình khắp thế giới.
Theo thông lệ Không lực Hoa Kỳ cũng cung cấp Tư lệnh Thành phần Không lực Hỗn hợp là người chỉ huy các phi vụ phòng không, ngăn cản và trinh sát tầm xa trong khi đó tư lệnh Lực lượng Đặc nhiệm Không-Bộ binh Thủy quân Lục chiến thì nắm giữ các cơ sở khí cụ Không lực của Thủy quân Lục chiến.

### Lực lượng Đặc nhiệm Không-Bộ
Ngày nay, khung sườn cơ bản cho các đơn vị Thủy quân Lục chiến được khai triển là Lực lượng Đặc nhiệm Không-Bộ Thủy quân Lục chiến (Marine Air-Ground Task Force hay viết tắt là MAGTF), một cơ cấu linh động cho các lực lượng lớn nhỏ. Một Lực lượng Đặc nhiệm Không-Bộ Thủy quân Lục chiến bao gồm một thành phần tác chiến trên bộ, một thành phần tác chiến trên không, và một thành phần tác chiến tiếp vận dưới quyền của một thành phần tư lệnh chung, có khả năng hoạt động độc lập hoặc là một bộ phận của một liên quân lớn hơn. Cơ cấu Lực lượng Đặc nhiệm Không-Bộ Thủy quân Lục chiến phản ánh một truyền thống mạnh mẽ của Thủy quân Lục chiến về sự tự lực và sự đóng góp cho lực lượng hỗn hợp. Đây là vốn liếng thiết yếu cho một lực lượng viễn chinh thường được phái đến để hành động độc lập trong mọi tình huống cả về cấp bách và riêng lẻ.
Một Lực lượng Đặc nhiệm Không-Bộ Thủy quân Lục chiến có nhiều tầm mức lớn nhỏ khác nhau: nhỏ nhất là một Đơn vị Viễn chinh Thủy quân Lục chiến gồm một tiểu đoàn bộ binh được tăng cường và một phi đoàn gồm nhiều loại phi cơ, đến lớn nhất là một Lực lượng Viễn chinh Thủy quân Lục chiến gồm có một sư đoàn, một không đoàn và một Liên đoàn Tiếp vận dưới một Liên đoàn Tổng Hành dinh Lực lượng Viễn chinh Thủy quân Lục chiến. Bảy Đơn vị Viễn chinh Thủy quân Lục chiến thay phiên nhau đổi vị trí giữa họ và các thành phần liên kết của họ để duy trì tình trạng sẵn sàng chiến đấu cao. Mỗi Đơn vị Viễn chinh Thủy quân Lục chiến được đánh giá là có khả năng thực hiện các chiến dịch đặc biệt. 3 Lực lượng Viễn chinh Thủy quân Lục chiến (MEF) bao gồm phần lớn nhất các lực lượng triển khai hiện dịch của quân chủng.

### Chiến tranh đặc biệt
Mặc dù ý niệm về một sự đóng góp lực lượng đặc biệt Thủy quân Lục chiến cho Bộ tư lệnh Hành quân Đặc biệt Hoa Kỳ (USSOCOM) đã được xem xét trước khi USSOCOM được thành lập vào thập niên 1980 nhưng nó bị Thủy quân Lục chiến chống đối. Tham mưu trưởng Thủy quân Lục chiến Hoa Kỳ vào thời đó là Paul X. Kelley đã phát biểu về một niềm tin chung rằng Thủy quân Lục chiến nên hỗ trợ Thủy quân Lục chiến và rằng Thủy quân Lục chiến không nên tài trợ khả năng chiến tranh đặc biệt mà không giúp hỗ trợ các chiến dịch của Thủy quân Lục chiến. Tuy nhiên, nhiều sự chống đối từ bên trong Thủy quân Lục chiến cũng biến dần khi các vị chỉ huy trưởng của Thủy quân Lục chiến đứng nhìn Đơn vị Viễn chinh Thủy quân Lục chiến số 15 và số 26 "đứng ngoài cuộc" trong những giai đoạn vừa mới bắt đầu Chiến dịch Enduring Freedom trong khi các đơn vị chiến tranh đặc biệt khác tích cực tham dự vào các chiến dịch tác chiến tại Afghanistan. Sau một thời gian phát triển dài 2 năm, Thủy quân Lục chiến đồng ý vào năm 2006 cung ứng một đơn vị gồm 2.600 binh sĩ có tên là Bộ Tư lệnh Hành quân Đặc biệt Lực lượng Thủy quân Lục chiến (MARSOC) trực tiếp dưới quyền của Bộ Tư lệnh Hành quân Đặc biệt Hoa Kỳ.

## Nhân sự

### Lãnh đạo
Như đã nói ở trên, Tham mưu trưởng Thủy quân lục chiến là sĩ quan cao cấp nhất của Thủy quân lục chiến Hoa Kỳ cho dù ông ta không phải là vị sĩ quan thâm niên nhất nếu tính theo thời gian phục vụ bằng cấp bậc. Tham mưu trưởng này vừa là người lãnh đạo biểu tượng và vừa là người lãnh đạo chức năng của Thủy quân lục chiến. Ông giữ một vị trí rất đáng kính nể trong hàng ngũ binh sĩ Thủy quân lục chiến Hoa Kỳ. Theo Điều 10, Bộ luật Hoa Kỳ, Tham mưu trưởng Thủy quân lục chiến có trách nhiệm tuyển mộ, huấn luyện, và trang bị cho lực lượng Thủy quân lục chiến. Ông không phục vụ trong vai trò chỉ huy trực tiếp tại chiến trường, là một thành viên của Bộ tổng tham mưu Liên quân Hoa Kỳ, và báo cáo trực tiếp với Bộ trưởng Hải quân Hoa Kỳ.
Phụ tá Tham mưu trưởng Thủy quân lục chiến Hoa Kỳ đóng vai trò như tham mưu phó. Thượng sĩ Cố vấn Tham mưu trưởng (Sergeant Major of the Marine Corps) là một hạ sĩ quan cao cấp nhất của Thủy quân lục chiến và đóng vai trò như cố vấn cho tham mưu trưởng. Bộ tổng hành dinh Thủy quân lục chiến bao gồm phần còn lại của ban cố vấn và bộ tham mưu của tham mưu trưởng trong đó có các phó tham mưu trưởng đặc trách nhiều khía cạnh khác nhau từ khí cụ, cơ sở vật chất đến khả năng sẵn sàng chiến đấu.
Tham mưu trưởng thứ 34 hiện tại là đại tướng T. Conway, nhận nhiệm sở vào ngày 13 tháng 11 năm 2006. Tính đến tháng 10 năm 2007, đại tướng Thủy quân lục chiến James E. Cartwright (Tổng tham mưu phó Liên quân Hoa Kỳ) là đại tướng thâm niên nhất tính về thời gian phục vụ trong cấp bậc đại tướng so với Tham mưu trưởng Thủy quân lục chiến. Phụ tá Tham mưu trưởng thứ 31 và hiện tại là James F. Amos trong khi đó Thượng sĩ Cố vấn Tham mưu trưởng thứ 16 và hiện tại là thượng sĩ Carlton W. Kent.

### Cơ cấu cấp bậc
Cũng như các quân chủng khác trong Quân đội Hoa Kỳ, các cấp bậc của Thủy quân lục chiến có ba nhóm như sau: sĩ quan (commissioned officer), cấp chuẩn úy (warrant officer), và nhóm gồm hạ sĩ quan, binh sĩ (enlisted) theo thứ tự quyền hạn từ trên xuống dưới (trừ không quân, hiện nay không có các cấp bậc chuẩn úy). Để tiêu chuẩn hóa lương bổng, mỗi cấp bậc được ấn định bằng 1 bậc lương.

#### Sĩ quan
Cấp bậc sĩ quan khác biệt với các cấp nhân sự khác vì sự ủy nhiệm của họ. Sự ủy nhiệm này là sự cho phép chính thức bằng văn bản dưới danh nghĩa của Tổng thống Hoa Kỳ để ban cấp bậc và quyền lực cho một vị sĩ quan Thủy quân lục chiến. Các sĩ quan được cho rằng đang mang "sự tin tưởng và lẫn sự tin cậy đặc biệt" của Tổng thống Hoa Kỳ.
| Bậc lượng Bộ Quốc phòng Hoa Kỳ | O-1               | O-2                 | O-3                      | O-4           | O-5                | O-6                                       | O-7                | O-8              | O-9                | O-10              |
| ------------------------------ | ----------------- | ------------------- | ------------------------ | ------------- | ------------------ | ----------------------------------------- | ------------------ | ---------------- | ------------------ | ----------------- |
| Quân hàm                       | gold vertical bar | silver vertical bar | two silver vertical bars | gold oak leaf | silver oak leaf    | silver eagle with shield clutching arrows | single silver star | two silver stars | three silver stars | four silver stars |
| Cấp bậc                        | Thiếu úy          | Trung úy            | Đại úy                   | Thiếu tá      | Trung tá           | Đại tá                                    | Chuẩn tướng        | Thiếu tướng      | Trung tướng        | Đại tướng         |
| Tiếng Anh                      | Second Lieutenant | First Lieutenant    | Captain                  | Major         | Lieutenant Colonel | Colonel                                   | Brigadier General  | Major General    | Lieutenant General | General           |
| Viết tắt tiếng Anh             | 2ndLt             | 1stLt               | Capt                     | Maj           | LtCol              | Col                                       | BGen               | MajGen           | LtGen              | Gen               |
| Mã chuẩn NATO                  | OF-1              | OF-1                | OF-2                     | OF-3          | OF-4               | OF-5                                      | OF-6               | OF-7             | OF-8               | OF-9              |

#### Cấp bậc chuẩn úy
Các chuẩn úy chính yếu là các cựu chuyên viên cấp bậc hạ sĩ quan trong một ngành đặc biệt nào đó. Với cấp bậc chuẩn úy thì họ trở thành người lãnh đạo của chỉ ngành đặc biệt này mà thôi.
| Bậc lương Bộ Quốc phòng Hoa Kỳ | W-1                            | W-2                                  | W-3                                  | W-4                                  | W-5                                           |
| ------------------------------ | ------------------------------ | ------------------------------------ | ------------------------------------ | ------------------------------------ | --------------------------------------------- |
| Quân hàm                       | gold bar with two red squares  | gold bar with three red squares      | silver bar with two red squares      | siver bar with three red squares     | silver bar with a red line down the long axis |
| Cấp bậc                        | Chuẩn úy 1 (Warrant Officer 1) | Chuẩn úy 2 (Chief Warrant Officer 2) | Chuẩn úy 3 (Chief Warrant Officer 3) | Chuẩn úy 4 (Chief Warrant Officer 4) | Chuẩn úy 5 (Chief Warrant Officer 5)          |
| Viết tắt Anh Ngữ               | WO1                            | CWO2                                 | CWO3                                 | CWO4                                 | CWO5                                          |
| Mã chuẩn NATO                  | WO-1                           | WO-2                                 | WO-3                                 | WO-4                                 | WO-5                                          |

#### Hạ sĩ quan và binh sĩ
Nhóm này trong tiếng Anh được gọi chung là "enlisted marines". Từ bậc lương E-1 đến E-3 chiếm đa số trong lực lượng, được gọi là binh sĩ. Những người có bậc lương từ E-4 và E-5 là thuộc nhóm hạ sĩ quan cấp thấp. Họ chủ yếu trông coi các binh sĩ và hoạt động như cầu nối quan trọng với cơ chế lãnh đạo cao hơn nhằm chắc chắn rằng các mệnh lệnh được thi hành đúng. Từ bậc lương E-6 trở lên là các hạ sĩ quan tham mưu, có trách nhiệm trông coi các hạ sĩ quan cấp thấp và hành động trong vai trò cố vấn cho bộ tư lệnh.
Trong các bậc lương E-8 và E-9, mỗi bậc lương có hai cấp bậc và mỗi cấp bậc có trách nhiệm khác nhau. Cấp bậc "First Sergeant" và "Sergeant Major" có chiều hướng làm việc trong bộ tư lệnh với vai trò là những hạ sĩ quan thâm niên trong 1 đơn vị, có trách nhiệm hỗ trợ vị chỉ huy trưởng về các vấn đền liên quan đến kỷ luật, quản lý, tinh thần và phúc lợi của đơn vị. Cấp bậc "Master Sergeant" và "Master Gunnery Sergeant" thì nắm vai trò lãnh đạo kỹ thuật trong vai trò những chuyên viên nghiệp vụ trong lĩnh vực đặc biệt của họ.
| Bậc lương Bộ Quốc phòng Hoa Kỳ | E-1                | E-2                             | E-3                                | E-4                              | E-5                                | E-6                                                | E-7                                                | E-8                                                  | E-8                                           | E-9                                                | E-9                                         | E-9                                                                                         |  |
| ------------------------------ | ------------------ | ------------------------------- | ---------------------------------- | -------------------------------- | ---------------------------------- | -------------------------------------------------- | -------------------------------------------------- | ---------------------------------------------------- | --------------------------------------------- | -------------------------------------------------- | ------------------------------------------- | ------------------------------------------------------------------------------------------- |  |
| Quân hàm                       | Không quân hàm     | single chevron                  | single chevron with crossed rifles | two chevrons with crossed rifles | three chevrons with crossed rifles | three chevrons up and one down with crossed rifles | three chevrons up and two down with crossed rifles | three chevrons up and three down with crossed rifles | three chevrons up and three down with diamond | three chevrons up and four down with bursting bomb | three chevrons up and four down with star   | three chevrons up and four down with Eagle, Globe, and Anchor insignia flanked by two stars |  |
| Cấp bậc                        | Private (Binh nhì) | Private First Class (Binh nhất) | Lance Corporal (Chuẩn hạ sĩ)       | Corporal (Hạ sĩ)                 | Sergeant (Trung sĩ)                | Staff Sergeant (Trung sĩ Tham mưu)                 | Gunnery Sergeant (Trung sĩ Nhất)                   | Master Sergeant (Thượng sĩ)                          | First Sergeant (Thượng sĩ Nhất)               | Master Gunnery Sergeant (Thượng sĩ Cố vấn)         | Sergeant Major (Thượng sĩ Cố vấn Tiểu đoàn) | Sergeant Major of the Marine Corps (Thượng sĩ Cố vấn Thủy quân lục chiến)                   |  |
| Viết tắt tiếng Anh             | Pvt                | PFC                             | LCpl                               | Cpl                              | Sgt                                | SSgt                                               | GySgt                                              | MSgt                                                 | 1stSgt                                        | MGySgt                                             | SgtMaj                                      | SgtMajMarCor                                                                                |  |
| Mã chuẩn NATO                  | OR-1               | OR-2                            | OR-3                               | OR-4                             | OR-5                               | OR-6                                               | OR-7                                               | OR-8                                                 | OR-8                                          | OR-9                                               | OR-9                                        | OR-9                                                                                        |  |

Ghi chú: các cấp bậc từ binh sĩ đến hạ sĩ quan cao cấp nhất trong bài thì nhiều hơn so với các cấp bậc tương đương trong tiếng Việt. 
1. Bậc lương từ E-1 đến E-3 được coi là nhóm binh sĩ mà trong tiếng Việt có thể từ Binh Nhì, Binh Nhất, và Hạ sĩ.
2. Bậc lương E-4 trở lên tương đương với hạ sĩ quan trong tiếng Việt, có thể là từ Trung Sĩ đến Thượng sĩ.
3. Cấp bậc "Sergeant Major of the Marine Corps" là một cấp bậc duy nhất được trao cho viên hạ sĩ quan kỳ cựu nhất của toàn lực lượng Thủy quân lục chiến Hoa Kỳ, thường thường là do Tham mưu trưởng Thủy quân lục chiến chọn lựa. Người này có thể nói là thượng sĩ cao cấp nhất đối với toàn binh sĩ và hạ sĩ quan của lực lượng Thủy quân lục chiến Hoa Kỳ. Có thể tạm dịch là Thượng sĩ Cố vấn của Tham mưu trưởng Thủy quân lục chiến Hoa Kỳ.

### Chuyên môn nghiệp vụ quân sự
Chuyên môn nghiệp vụ quân sự (The Military Occupational Specialty) là một hệ thống xếp loại công việc. Sử dụng mã gồm 4 chữ số để ấn định ngành và chuyên môn đặc biệt nào mà một nhân sự Thủy quân lục chiến đảm trách. Có sự phân biệt rõ về chuyên môn nghiệp vụ giữa nhóm sĩ quan và nhóm binh sĩ hạ sĩ quan mà hệ thống chuyên môn nghiệp vụ quân sự ấn định trong việc giao trọng trách trong 1 đơn vị. Cũng có một số thay đổi cùng với cấp bậc để phản ánh những vị trí thiên về giám sát trong khi các vị trí khác là thứ cấp và đại diện một sự giao phó tạm thời bên ngoài các nhiệm vụ bình thường hay chuyên môn đặc biệt.

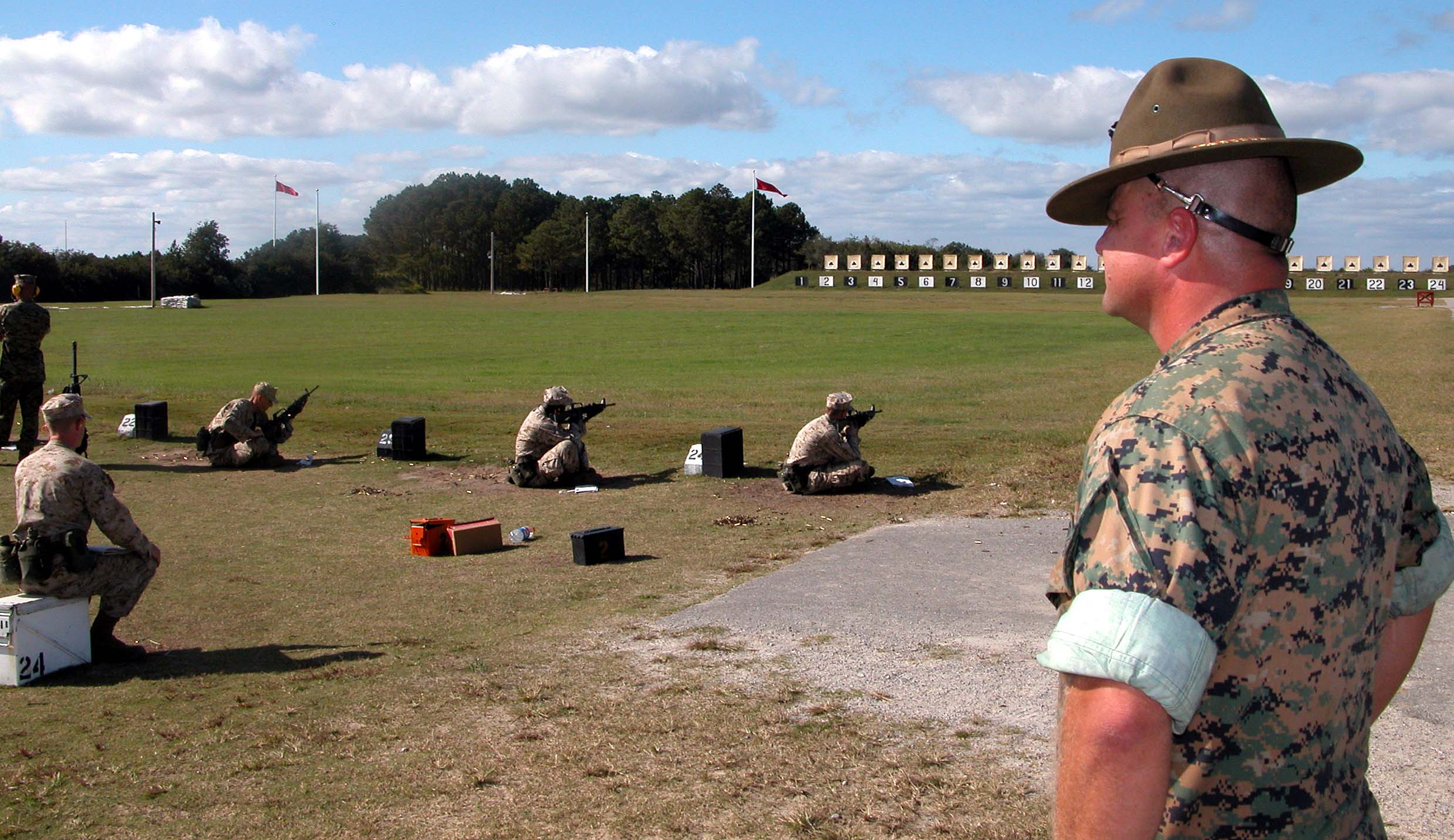
Một chuẩn úy đang quan sát các tân binh tập bắn.

### Sơ huấn
Mỗi năm có trên 2.000 tân sĩ quan được ủy nhiệm và 39.000 tân binh được nhận và huấn luyện. Tất cả nhân sự mới, sĩ quan, hạ sĩ quan hay binh sĩ đều được Bộ tư lệnh Tuyển mộ Thủy quân lục chiến tuyển mộ.
Các sĩ quan được ủy nhiệm chính yếu từ ba nơi chính sau đây: Quân đoàn Huấn luyện Sĩ quan Trừ bị Hải quân (NROTC), Trường Ứng viên Sĩ quan (OCS), hay Học viện Hải quân Hoa Kỳ (USNA). Sau khi được ủy nhiệm, tất cả các sĩ quan Thủy quân lục chiến không phân biệt là từ trường nào đến đều tham nhập học tại Trường Cơ bản (The Basic School) tại Căn cứ Thủy quân lục chiến Quantico ở tiểu bang Virginia. Tại đây, các thiếu úy, chuẩn úy và các sĩ quan ngoại quốc sẽ học về chiến thuật bộ binh và chiến tranh vũ trang hỗn hợp. Với khái niệm rằng "Mỗi Thủy quân lục chiến là một tay súng" nên mỗi sĩ quan không phân biệt ngành nghiệp vụ của mình là gì đều phải được huấn luyện để trở thành một trung đội trưởng bộ binh.
Các binh sĩ và hạ sĩ quan Thủy quân lục chiến được tham dự khóa huấn luyện dành cho tân binh, được biết đến với cái tên boot camp, tại Khu Tuyển mộ Thủy quân lục chiến San Diego hay Khu Tuyển mộ Thủy quân lục chiến Parris Island. Trong lịch sử, sông Mississippi đã từng phục vụ trong vai trò như một phân tuyến cho biết là ai sẽ được huấn luyện ở đâu. Tuy nhiên hiện nay, một hệ thống khu vực đã đóng vai trò thay thế để phân chia đều các tân binh nam giữa hai cơ sở huấn luyện vừa nêu ở trên. Các nữ tân binh chỉ học tại khu Parris Island vì đây là một bộ phận của Tiểu đoàn Huấn luyện Tân binh số 4 đặc biệt dành cho nữ. Tất cả các tân binh phải vượt qua kỳ thi thể lực để bắt đầu khóa huấn luyện. Những ai rớt sẽ bị cảnh cáo cá nhân và chỉ được huấn luyện khi đạt đến tiêu chuẩn tối thiểu. Huấn luyện tân binh Thủy quân lục chiến là dài nhất so với các quân chủng của Quân đội Hoa Kỳ. Nó dài 13 tuần so với Lục quân Hoa Kỳ là 9 tuần.
Sau huấn luyện, các binh sĩ và hạ sĩ quan sẽ tham dự khóa huấn luyện bộ binh ở trại Geiger hay trại Pendleton. Các tân binh bộ binh Thủy quân lục chiến bắt đầu khóa huấn luyện tác chiến của họ (dài ngắn khác nhau) ngay với Tiểu đoàn Huấn luyện Bộ binh. Các tân binh thuộc tất cả các ngành chuyên môn, trừ bộ binh, sẽ tập huấn khoảng 29 ngày về tác chiến Thủy quân lục chiến, học hỏi các kỹ năng thông thường của bộ binh trước khi tiếp tục học trường chuyên môn của họ dài ngắn khác nhau.

## Quân phục

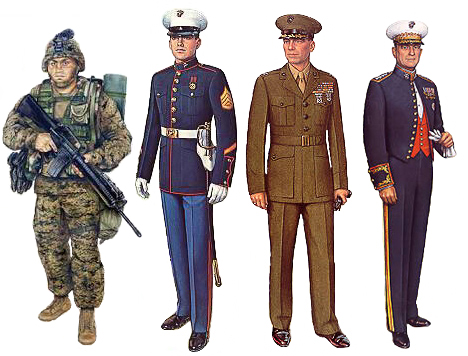
Các loại quân phục từ trái sang phải: tác chiến, nghi thức, nghiệp vụ, và nghi thức đêm

Thủy quân lục chiến có các loại quân phục dễ nhận biết và ổn định nhất trong Quân đội Hoa Kỳ. Quân phục nghi thức màu xanh có lịch sử từ đầu thế kỷ 19 và quân phục nghiệp vụ đầu thế kỷ 20. Quân phục Thủy quân lục chiến cũng đơn giản rõ rệt. Thủy quân lục chiến không đeo phù hiệu đơn vị ở cầu vai hay cờ Hoa Kỳ trên bất cứ quân phục nào của họ. Họ cũng không có mang bảng tên trên quân phục nghi thức và hay quân phục nghiệp vụ của mình. Chỉ có một số nhân sự có kỹ năng (nhảy dù, nhân sự phi hành, tháo chất nổ, etc.) là có mang các băng hiệu đặc biệt. Quân hàm cũng không có mang trên các mũ nón. Trong khi các quân nhân thuộc các quân chủng khác thường được nhận dạng mình thuộc binh chủng nào, thí dụ như biệt kích, nhân sự tàu ngầm, nhân sự phi hành,...) nhưng quân phục của Thủy quân lục chiến không phản ánh sự phân biệt đó.
Thủy quân lục chiến có ba loại quân phục chính: nghi thức, nghiệp vụ, và tác chiến. Quân phục nghi thức của Thủy quân lục chiến là trao chuốt nhất, được mặc trong các dịp lễ hay hình thức. Có ba loại quân phục nghi thức, thông dụng nhất là quân phục nghi thức màu xanh biển. Nó thường được thấy trong các buổi quảng bá tuyển mộ tân binh. Cũng có một loại quân phục nghi thức màu xanh biển và trắng dùng cho mùa hè và quân phục nghi thức đêm dùng cho các dịp nghi thức về đêm. Trong các ngày làm việc, các nhân sự đặc trách tuyển mộ tân binh cũng mặc các kiểu mẫu quân phục gồm một áo khaki thay cho áo ngoài.
Quân phục nghiệp vụ trước kia từng được xem là quần áo làm việc của quân trú phòng; tuy nhiên quân phục tác chiến phần nhiều đã thay thế vai trò này. Quân phục nghiệp vụ bao gồm màu khaki và xanh olive. Nó gần như tương đương bộ com lê dân sự về hình thức và chức năng.
Quân phục tác chiến là một bộ quân phục ngụy trang, chủ đích là để mặc trên chiến trường hay cho các công việc dơ bẩn tại nơi đóng quân mặc dù hiện nay nó đã được tiêu chuẩn hóa cho các nhiệm vụ thường nhật. Nó có hình thù ngụy trang gồm nhiều đốm kiểu thủy quân lục chiến riêng biệt mà làm cho hình dạng của người mặc nó bị phân chia nhiều phần và làm cho quân phục Thủy quân lục chiến khác với quân phục của các quân chủng khác. Tại nơi trú phòng, quân phục rừng được mặc với tay áo thả xuống vào mùa đông và quân phục sa mạc được mặc với tay áo xăn lên vào mùa hè. Thuỷ quân lục chiến hiện tại vẫn sử dụng loại MARPAT (Marine Pattern) từ khi bắt đầu phục vụ kể từ chiến tranh Iraq 2003 trước đó là loại BDU (Battle Dress Uniform).

## Trang bị

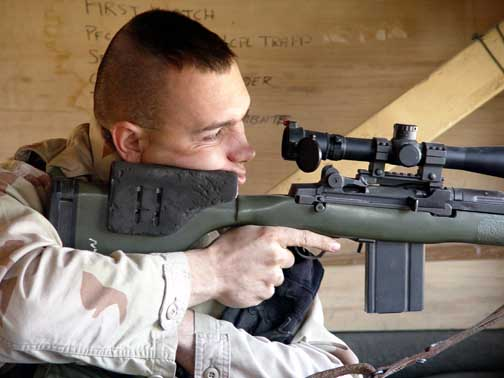
Một binh sĩ bắn tỉa của Thủy quân lục chiến đang sử dụng súng trường bắn tỉa chuyên môn của Thủy quân lục chiến

### Vũ khí bộ binh
Vũ khí bộ binh tiêu chuẩn của Thủy quân lục chiến Hoa Kỳ là súng trường tấn công M4A1, đa số binh sĩ không thuộc bộ binh được trang bị súng trường M16A4. Vũ khí đeo bên mình là súng lục M9. Hỏa lực bổ sung cho cấp tiểu đội gồm có súng máy M249 SAW và M27 IAR và M240 dành cho cấp đại đội. Ngoài ra hỏa lực bổ sung gồm có súng phóng lựu M203 và M32 cho các tiểu đội, súng cối M224 60 mm dành cho các đại đội, và súng cối M252 81 mm cho cấp tiểu đoàn. Súng máy hạng nặng Browning M2; và súng phóng lựu tự động MK 19 (40 mm) dành cho bộ binh mặc dù chúng thường được đặt trên các chiến xa hơn. Hỏa lực chính xác gồm có súng trường bắn tỉa M40 và súng bắn tỉa hạng nặng có khả năng phá vật cản Barrett M107 dành cho các tay súng trinh sát bắn tỉa trong khi đó các tay thiện xạ được chọn lọc thì sử dụng súng trường xạ thủ được trang bị riêng cho họ có tên viết tắt là DMR (đang được thay thế dần bằng M39 EMR) và SAM-R.
Thủy quân lục chiến sử dụng nhiều loại tên lửa vác vai khác nhau để hỗ trợ bộ binh trong khả năng tấn công và phòng thủ chống cơ giới. Vũ khí tấn công đa mục đích được bắn từ trên vai, SMAW và AT4, là những loại rốc két không điều khiển có thể tiêu diệt các công trình phòng vệ cố định hay cơ giới ở tầm xa lên đến 500 mét. M72 LAW nhỏ hơn và nhẹ hơn có thể phá hủy các mục tiêu ở phạm vi lên tới 200 mét. Predator SRAW, FGM-148 Javelin và BGM-71 TOW là các loại tên lửa chống tăng có điều khiển. Tên lửa Javelin có khả năng tấn công đột nóc để tránh phần bọc thép dày phía trước. Tên lửa Predator và Javelin là loại vũ khí  "bắn và quên" (fire-and-forget); Javelin và TOW là các loại tên lửa hạng nặng, có khả năng xuyên phá cơ giới ở tầm xa 2.000 mét.
Thủy quân lục chiến hiện đang tìm kiếm để mua loại đạn nổ thông minh. Các loại đạn này sẽ cung cấp hỏa lực riêng cho Thủy quân Lục chiến và sẽ cho phép hỏa lực nổ chống lại các mục tiêu trong hầm hào, đằng sau bức tường, tòa nhà hoặc mái nhà và vị trí cao ở khoảng từ 30 đến 150 mét.

### Các xe bộ binh

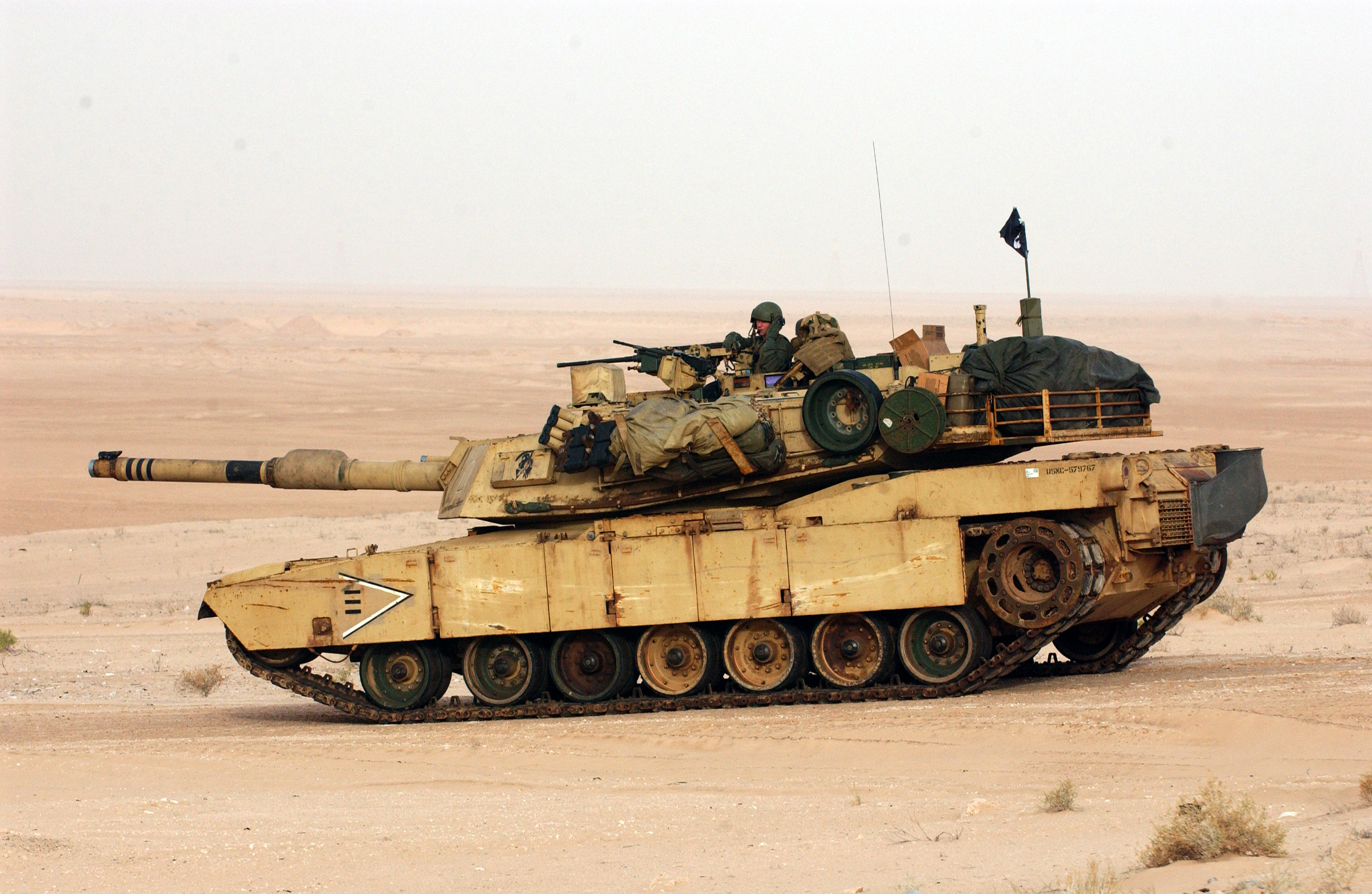
Một xe tăng M1A1 Abrams thuộc Đơn vị Viễn chinh Thủy quân lục chiến số 13

Thủy quân lục chiến Hoa Kỳ sử dụng các loại xe HUMVEE và các xe bọc thép như Lục quân Hoa Kỳ. Tuy nhiên, vì nhu cầu đặc biệt, họ sử dụng một số loại xe được chế tạo riêng cho họ. LAV-25 là một loại xe bánh lốp hạng nhẹ (không phải bánh xích) chở quân bọc thép đặc chủng, tương tự như loại xe Stryker của Lục quân, được sử dụng cho vận chuyển chiến lược. Khả năng đổ bộ được cung ứng bằng xe tấn công đổ bộ AAV-7A1. Đây là một loại xe bọc thép chạy bằng xích đảm nhiệm vai trò thứ hai như là thiết vận xa chở quân và sẽ bị thay thế bởi xe chiến đấu lưỡng cư (Amphibious Combat Vehicles - ACV) nhưng mà là loại bánh lốp 8x8 (dự án xe chiến đấu viễn chinh EFV (Expeditionary Fighting Vehicle) đã bị hủy bỏ do còn nhiều vấn đề chưa đc giải quyết). Mối đe dọa về mìn trên bộ và các loại mìn cải tiến có tên IED (improvised explosive device) tại Iraq và Afghanistan đã khiến cho Thủy quân lục chiến bắt đầu mua các loại xe bọc thép hạng nặng để có thể chống các loại vũ khí này. Thủy quân lục chiến đã đặt mua 1.960 xe chống mìn bẫy, hy vọng sử dụng chúng để thay thế tất cả các xe Humvee đang đc dùng tuần tra tại Iraq.
Trước năm 2005, Thủy quân lục chiến sử dụng loại pháo binh đặc chủng là pháo M198 155 mm nhưng hiện tại được thay thế bởi loại pháo M777 155 mm. Tuy nhiên, Thủy quân lục chiến đang mở rộng lực lượng pháo binh của mình trong đó có hệ thống phóng tên lửa di động M142 HIMARS (high mobility artillery rocket system), một hệ thống phóng tên lửa di động đặt trên xe tải. Cả hai loại pháo binh vừa kể có khả năng bắn đạn có hướng dẫn.
Tuy nhiên vào năm 2021, việc ngưng hoạt động các tiểu đoàn xe tăng khiến cho việc các xe tăng M1 Abrams bị biên chế ngược về Lục Quân Hoa Kỳ. 

### Phi cơ

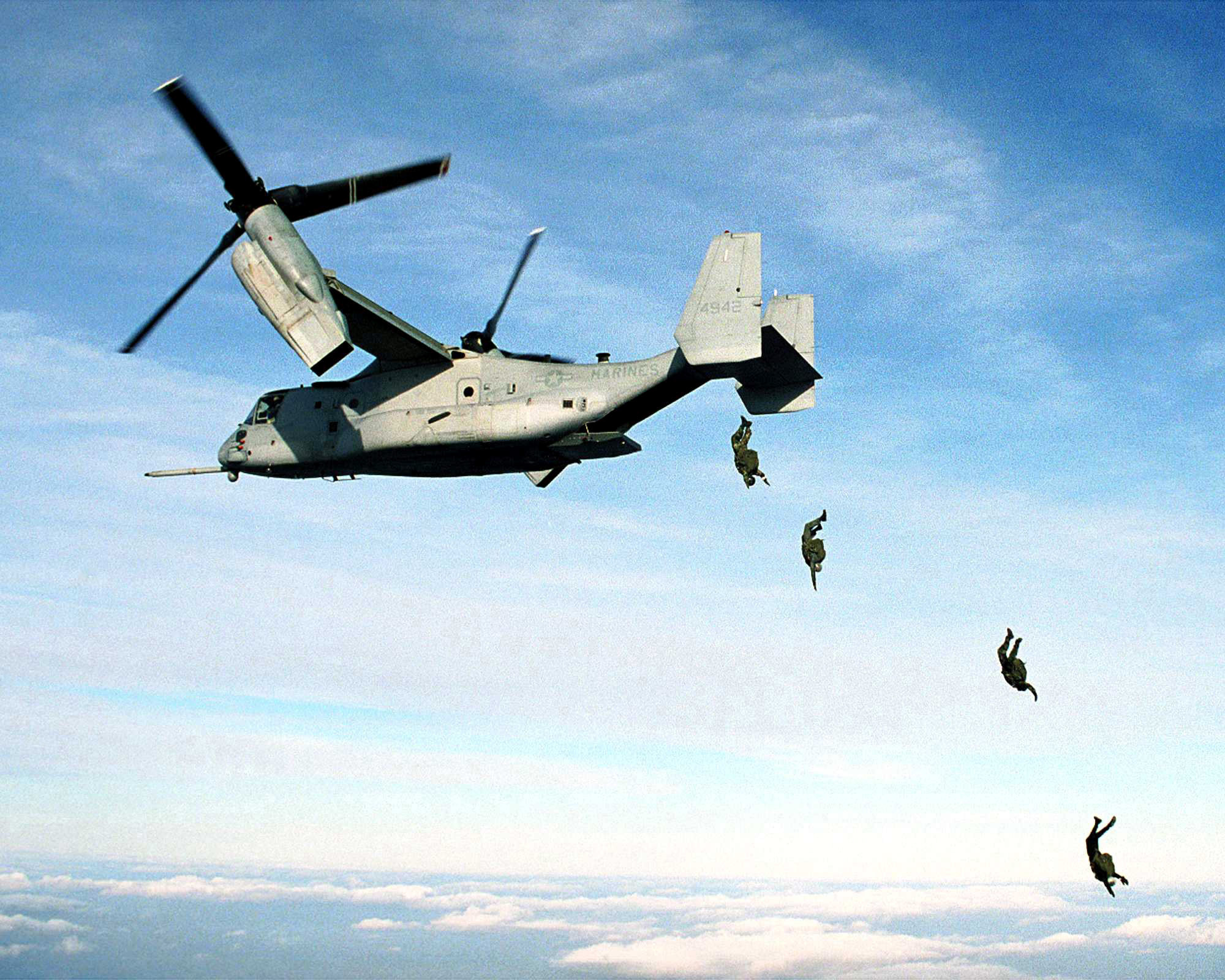
Bốn binh sĩ nhảy dù đang phóng ra khỏi một phi cơ MV-22 đang bay

Khả năng không lực của Thủy quân lục chiến Hoa Kỳ là vô cùng thiết yếu đối với nhiệm vụ đổ bộ của lực lượng. Thủy quân lục chiến sử dụng cả hai loại phi cơ có cánh cố định và cánh quạt, chính yếu là để tạo hỗ trợ tấn công và không kích yểm trợ gần cho các lực lượng trên bộ. Tuy nhiên, các loại phi cơ khác cũng được dùng đến cho nhiều loại hỗ trợ khác nhau và các vai trò đặc biệt.
Khả năng tấn công và vận tải hạng nhẹ được các loại phi cơ AH-1W SuperCobras và UH-1N Hueys đảm trách. Cả hai loại này sớm sẽ được thay thế bởi AH-1Z Viper và UH-1Y Venom. Các phi đoàn vận tải hạng trung gồm các phi cơ trực thăng CH-46E Sea Knight và CH-53D Sea Stallion cũng đang được thay đổi với các phi cơ có cánh quạt dịch chuyển V-22 Osprey có tầm bay và tốc đội siêu đẳng. Các phi đoàn vận tải hạng nặng được trang bị với các trực thăng CH-53E Super Stallion, dẫn dần sẽ được thay thế với loại trực thăng cải tiến CH-53K.
Các phi đoàn cường kích của Thủy quân lục chiến gồm có các chiến đấu cơ AV-8B Harrier II trong khi đó các sứ mệnh cường kích/không chiến thì được đảm trách bởi các phi cơ cường kích/tiêm kích F/A-18 Hornet. AV-8B, một loại phi cơ lên xuống thẳng đứng hoặc lên xuống trên phi đạo ngắn, có thể hoạt động từ các tàu tấn công đổ bộ, có thể đáp xuống các phi đạo dã chiến ngắn hay tại các căn cứ không lực trong khi đó F/A-18 chỉ có thể cất cánh từ mặt đất hoặc từ các hàng không mẫu hạm. Cả hai sẽ dần được thay thế bởi loại phi cơ phiên bản B nhóm lên xuống thẳng đứng và/hoặc lên xuống trên phi đạo ngắn F-35B và của các phiên bản F-35C để triên khai trên các hàng không mẫu hạm của Hải quân Hoa Kỳ. Loại phi cơ mới này đã được các phi công Thủy quân lục chiến tập bay từ năm 2008.
Ngoài ra, Thủy quân lục chiến cũng có các phi cơ dùng cho chiến tranh điện tử và phi cơ tiếp liệu trên không riêng của mình, đó là các loại KC-130 Hercules và EA-6B Prowler. Phi cơ Hercules vừa làm nhiệm vụ trong vai trò tiếp liệu và trong vai trò vận tải chiến thuật. Phi cơ Prowler là phi cơ dành cho chiến tranh điện tử chiến thuật duy nhất còn hoạt động của Hoa Kỳ. Nó được gán cho biệt hiệu là "tài sản của quốc gia"; thường được cho mượn cùng với các phi cơ Prowler của Hải quân Hoa Kỳ và EA-18G Growler để hỗ trợ cho bất cứ chiến dịch tác chiến nào của Hoa Kỳ kể từ khi các phi cơ dành cho chiến tranh điện tử của Không quân Hoa Kỳ bị loại bỏ vì cũ kỹ.
Thủy quân lục chiến cũng có các phi cơ không người lái: RQ-7 Shadow và Scan Eagle cho công tác trinh sát chiến thuật.
Phi đoàn Huấn luyện Không chiến Thủy quân lục chiến số 401 (VMFT-401) có các phi cơ F-5E, F-5F và F-5N Tiger II. Phi đoàn Trực thăng Thủy quân lục chiến số 1 (HMX-1) có các loại trực thăng VH-3D Sea King và VH-60N Nighthawk đảm trách vai trò chuyên chở các nhân vật quan trọng, nổi bật nhất là Marine One chở Tổng thống Hoa Kỳ nhưng các loại trực thăng này sẽ sớm được thay thế bởi trực thăng VH-71 Kestrel. Một phi cơ C-130 Hercules duy nhất của Thủy quân lục chiến có tên "Fat Albert" được sử dụng để hỗ trợ phi đội bay biểu diễn của Hải quân Hoa Kỳ là phi đội "Blue Angels".

## Các trạm và căn cứ Thủy quân lục chiến
Thủy quân lục chiến Hoa Kỳ có nhiều căn cứ chính (14 trong số đó dành cho các lực lượng tác chiến), một số cơ sở huấn luyện và hỗ trợ cũng như một số cơ sở tiện tích vệ tinh. Các căn cứ Thủy quân lục chiến được tập trung tại các nơi đóng quân của các Lực lượng Viễn chinh Thủy quân lục chiến mặc dù các đơn vị trừ bị nằm rải rác khắp Hoa Kỳ. Các căn cứ chính: Trại Pendleton bên duyên hải phía tây là nơi đóng quân của Lực lượng Viễn chinh Thủy quân lục chiến I; Trại Lejeune ở duyên hải phía đông là nơi đóng quân của Lực lượng Viễn chinh Thủy quân lục chiến II; và Trại Butler ở Okinawa, Nhật Bản là nơi đóng quân của Lực lượng Viễn chinh Thủy quân lục chiến III.
Các căn cứ khác gồm có các trạm không lực, các khu tuyển mộ tân binh, các căn cứ tiếp vận và bộ tư lệnh huấn luyện. Trung tâm Tác chiến Không-Bộ Thủy quân lục chiến Twentynine Palms ở California là căn cứ lớn nhất của Thủy quân lục chiến Hoa Kỳ và là căn cứ phức hợp nhất dành cho tập bắn đạn thật cho mọi loại vũ khí. Căn cứ Thủy quân lục chiến Quantico ở Virginia là nơi có Bộ tư lệnh Phát triển Tác chiến Thủy quân lục chiến, có biệt danh là "Ngã tư Thủy quân lục chiến". Thủy quân lục chiến cũng có các phân đôi đóng quân tại các căn cứ của các quân chủng khác, nhất là để chia sẻ nguồn lực tốt hơn, thí dụ như các trường đào tạo chuyên môn. Thủy quân lục chiến cũng có mặt và hoạt động tại nhiều căn cứ tiền phương trong suốt các chiến dịch viễn chinh. Sau hết, Thủy quân lục chiến cũng có sự hiện diện tại Vùng Thủ đô Quốc gia với các tổng hành dinh nằm rải rác trong vùng trong đó có mặt tại Ngũ Giác Đài, Henderson Hall, Cơ xưởng Hải quân, và Trại Thủy quân lục chiến, Washington, D.C.